# Imperio romano
El Imperio romano fue el periodo de la civilización romana posterior a la República y caracterizado por una forma de gobierno autocrática. En su apogeo controló un territorio que abarcaba desde el océano Atlántico al oeste hasta las orillas del mar Caspio y Rojo al este, y desde el desierto del Sahara al sur hasta las orillas de los ríos Rin y Danubio y la frontera con Caledonia al norte. Debido a su vasta extensión y duración, las instituciones y la cultura romana tuvieron una influencia profunda y duradera en el desarrollo de la lengua, religión, arquitectura, literatura y leyes en el territorio que gobernaba.
Durante los tres siglos anteriores al ascenso de César Augusto, Roma pasó de ser uno de los tantos Estados de la península itálica a unificar toda la región y expandirse más allá de sus límites. Durante esta etapa republicana su principal competidora fue Cartago, cuya expansión por la cuenca sur y oeste del Mediterráneo occidental rivalizaba con la de Roma. La República se hizo con el control indiscutible del Mediterráneo en el siglo II a. C., cuando conquistó Cartago y Grecia.
Los dominios de Roma se hicieron tan extensos que el Senado fue cada vez más incapaz de ejercer autoridad fuera de la capital. Asimismo, el empoderamiento del ejército reveló la importancia que tenía el poseer control sobre las tropas para obtener réditos políticos. Así fue como surgieron personajes ambiciosos cuyo objetivo principal era el poder. Este fue el caso de Julio César, quien no solo amplió los dominios de Roma conquistando la Galia, sino que desafió la autoridad senatorial.
El sistema político del Imperio surgió tras las guerras civiles que siguieron a la muerte de Julio César. Tras la guerra civil que lo enfrentó a Pompeyo y al Senado, César se hizo con el poder absoluto y se nombró dictador vitalicio. En respuesta, varios miembros del Senado orquestaron su asesinato, lo que supondría el restablecimiento de la República. El precedente no pasó inadvertido para el sobrino e hijo adoptivo de César, Octavio, quien se convirtió años más tarde en el primer emperador tras derrotar la alianza entre su antiguo aliado Marco Antonio y la reina egipcia Cleopatra VII. Octavio mantuvo todas las formas republicanas de gobierno, pero en la práctica gobernó como un autócrata. En el año 27 a. C., el Senado le otorgó formalmente el poder supremo, representado en su nuevo título de Augusto, convirtiéndolo efectivamente en el primer emperador romano.
Los dos primeros siglos del Imperio vieron un período de estabilidad y prosperidad sin precedentes, conocido como la Pax Romana. Sin embargo, el sistema construido por Augusto colapsó durante la Crisis del siglo III, un prolongado periodo de guerras civiles que dio inicio al periodo denominado como el Dominado, durante el cual el gobierno adquirió un carácter despótico y más afín a una monarquía absoluta. En el año 286, en un esfuerzo por estabilizar al Imperio, Diocleciano dividió la administración en un Oriente griego y un Occidente latino. Para este punto Roma ya había dejado de ser la capital del Imperio. El Imperio se volvió a unir y a separar en diversas ocasiones hasta que, a la muerte de Teodosio I en el 395, quedó definitivamente dividido en dos.
Los cristianos ascendieron a posiciones de poder tras el Edicto de Milán promulgado por Constantino I, el primer emperador en bautizarse como cristiano, en 313. Tiempo después inició el período de las grandes migraciones, el cual precipitó el declive del Imperio en Occidente. Con la caída de Rávena ante Flavio Odoacro y la deposición del usurpador Rómulo Augústulo en el 476, se señala tradicionalmente el fin de la Edad Antigua y el comienzo de la Edad Media, aún cuando toma cada vez más relevancia la consideración de la Antigüedad tardía como una época de transición entre ambos periodos.
El Imperio en Oriente proseguiría casi un milenio en pie como el único Imperio romano, aunque usualmente se le da el nombre historiográfico de Imperio bizantino o Bizancio, hasta la caída de Constantinopla ante los turcos otomanos de Mehmed II en 1453.
El legado de Roma fue inmenso, especialmente en Europa Occidental; tanto es así que varios fueron los intentos de restauración del Imperio, al menos en su denominación. Destacan las campañas de reconquista del emperador Justiniano el Grande en el siglo VI y el establecimiento del Imperio carolingio por Carlomagno en el año 800, el cual evolucionaría en el Sacro Imperio Romano Germánico. Sin embargo, ninguno llegó a reunificar todos los territorios del Mediterráneo como una vez logró la Roma de tiempos clásicos. Según ciertas periodizaciones, la caída del Imperio occidental y oriental marca el inicio y fin de la Edad Media.
En el inmenso territorio del Imperio romano se fundaron muchas de las grandes e importantes ciudades de la actual Europa Occidental, el norte de África, Anatolia y el Levante. Ejemplos son París (Lutecia), Estambul (Constantinopla), Viena (Vindobona), Zaragoza (Caesaraugusta), Mérida (Augusta Emerita), Milán (Mediolanum), Londres (Londinium), Colchester (Camulodunum) o Lyon (Lugdunum), entre muchos otros.

## Historia
La expansión romana tiene inicio durante el siglo VI a. C. poco después de la fundación de la república. Sin embargo, no fue hasta el siglo III a. C. que Roma comenzó con la anexión de las provincias, es decir, los territorios situados fuera de la península itálica. En ese momento, y cuatro siglos antes de alcanzar su mayor extensión territorial, Roma y sus dominios ya constituían un «imperio», aunque su sistema de gobierno continuó siendo el de una república. La República romana no era un estado en el sentido contemporáneo del término, sino más bien una red de ciudades, en la que cada una contaba con un grado diferente de autonomía en relación con el Senado romano. Las provincias eran administradas por cónsules y pretores, que eran elegidos para ejercer un mandato de un año. El poder militar de los cónsules tenía como base la noción jurídica de imperium o comando militar. Ocasionalmente, a los cónsules triunfantes se les otorgaba el título de imperator, del que proviene el término «emperador».

### Augusto y la transición de la República al Imperio

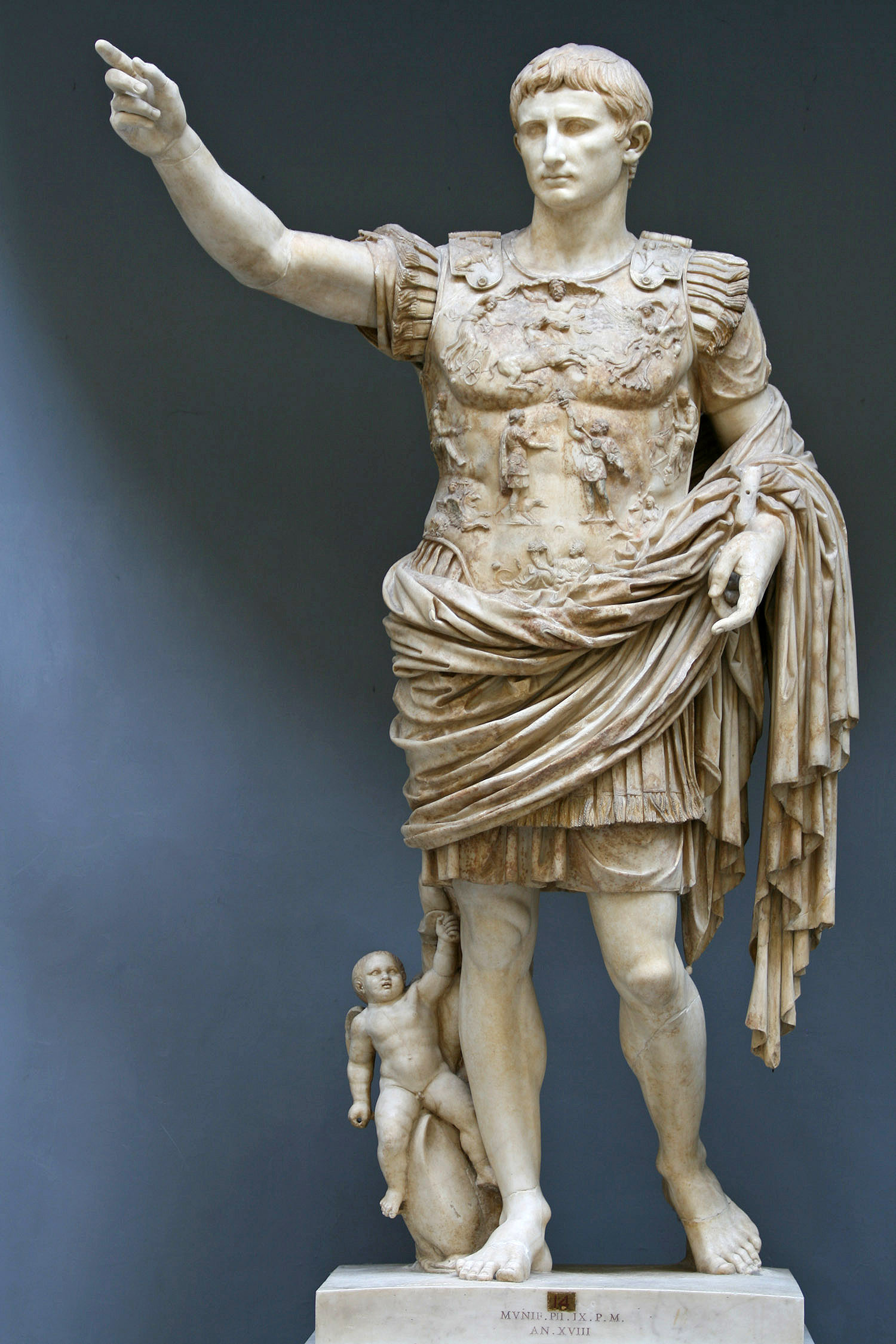
Augusto, el primer emperador romano, en la estatua de Prima Porta. El emperador era la máxima autoridad política y religiosa del Imperio.

Desde finales del siglo II a. C., Roma sufrió una serie de conflictos sociales, conspiraciones y guerras civiles, al mismo tiempo que consolidaba su influencia más allá de la península itálica. El siglo I a. C. estuvo marcado por un periodo de inestabilidad formado por una serie de revueltas tanto militares como políticas que abrieron camino a la implementación de un régimen imperial. En el año 44 a. C., Julio César fue proclamado dictador perpetuo antes de ser asesinado. Un año después, Octavio, sobrino-nieto e hijo adoptivo de César, y uno de los generales republicanos más destacados, se convirtió en uno de los miembros del Segundo Triunvirato —una alianza política junto a Lépido y Marco Antonio—. Después de la batalla de Filipos en 42 a. C., la relación entre Octavio y Marco Antonio empezó a deteriorarse, lo que condujo a la disolución del triunvirato y a una guerra entre ambos. Esta finalizó con la batalla de Accio, en la que Marco Antonio y su amada Cleopatra resultaron derrotados. El posterior enfrentamiento en Alejandría en 30 a. C. supuso la anexión del Egipto Ptolemaico por parte de Octavio.

### Principado
En el 27 a. C, el Senado y el pueblo romano proclamaron a Octavio princeps (primer ciudadano) y le otorgaron el poder de imperium proconsular y el título de Augusto. Este evento inició el periodo conocido como Principado, la primera época del periodo imperial, que duró entre el 27 a. C. y el 284. El gobierno de Augusto puso fin a un siglo repleto de guerras civiles y dio inicio a una época de estabilidad social y económica denominada como la Pax Romana (paz romana), que se promulgó durante los dos siglos siguientes. Las revueltas en las provincias eran poco frecuentes y eran cesadas rápidamente. Al ser el único gobernante de Roma, Augusto pudo llevar a cabo una serie de reformas militares, políticas y económicas en gran escala. El Senado le atribuyó la facultad de nombrar a sus propios senadores y la autoridad sobre los gobernadores provinciales, creando de facto el cargo que más tarde sería denominado como emperador.
Augusto implementó los principios de la sucesión dinástica, por lo que fue sucedido en la dinastía Julio-Claudia por Tiberio (r. 14-37), Calígula (r. 37-41), Claudio (r. 41-54) y Nerón (r. 54-68). El suicidio de este último llevó a un breve periodo de guerra civil conocido como el año de los cuatro emperadores, que concluyó con la victoria de Vespasiano (r. 69-79) y la fundación de la efímera dinastía Flavia, recordada por ser la responsable de la construcción del Coliseo de Roma. Esta fue sucedida por la dinastía Antonina, en la que figuraron los emperadores Nerva (r. 96-98), Trajano (r. 98-117), Adriano (r. 117-138), Antonino Pío (r. 138-161) y Marco Aurelio (r. 161-180), los llamados «cinco buenos emperadores». En el 212, mediante el Edicto de Caracalla promulgado por el emperador homónimo (r. 211-217), fue concedida la ciudadanía romana a todos los ciudadanos libres del Imperio. Sin embargo, y a pesar de este gesto universal, la dinastía Severa estuvo marcada por varias revueltas y desastres a lo largo de la crisis del siglo III, una época de invasiones, desestabilidad social, dificultades económicas y peste. En la periodización, esta crisis es generalmente considerada el momento de la transición de la Antigüedad clásica a la Antigüedad tardía.

### Dominado

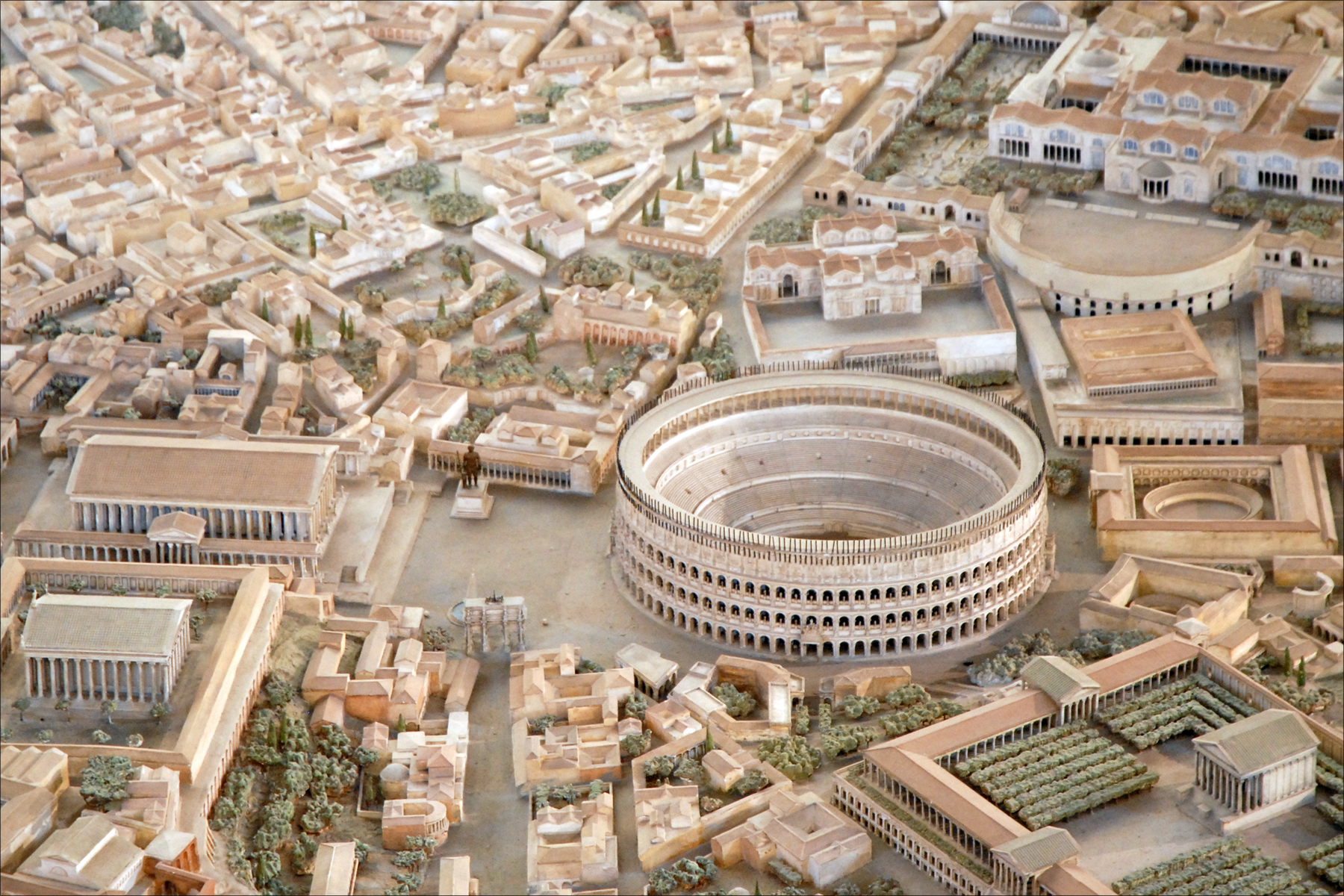
Maqueta de Roma durante el reinado de Constantino (306-337).

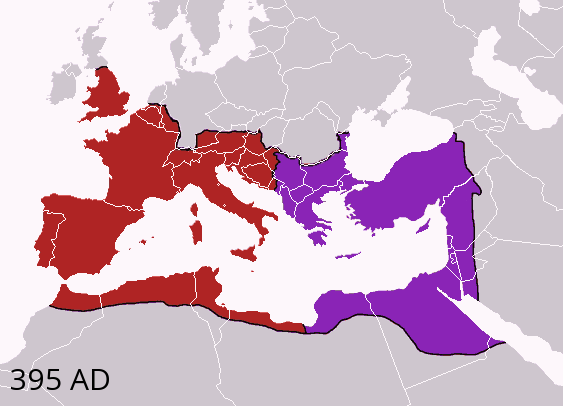
División del imperio después de la muerte de Teodosio en 395, superpuesta a las fronteras modernas.
Imperio romano de Occidente
Imperio romano de Oriente (bizantino)

Diocleciano (r. 284-305) renunció al cargo de princeps y adoptó el título de dominus (maestro o señor), lo que marcó la transición del Principado al Dominado —un estado de monarquía absoluta que se prolongó desde el 284 hasta la caída del Imperio romano de Occidente en el 476—. Diocleciano impidió el colapso del imperio, aunque su reinado estuvo marcado por la persecución del cristianismo. Durante su mandato, se estableció una tetrarquía y el imperio se dividió en cuatro regiones, cada una gobernada por un emperador distinto. En el 313, la tetrarquía entró en colapso y, después de una serie de guerras civiles, Constantino I (r. 306-337) emergió como único emperador. Este fue el primer emperador en convertirse al cristianismo y estableció Constantinopla como la capital del Imperio de Oriente. A lo largo de las dinastías constantiniana y valentiniana, el imperio se dividió en una mitad occidental y otra oriental y el poder fue compartido entre Roma y Constantinopla. La sucesión de emperadores cristianos fue brevemente interrumpida por Juliano (r. 361-363) al intentar restaurar la religión tradicional a su manera. Teodosio (r. 378-395) fue el último emperador en gobernar el imperio en su conjunto, murió en el 395, después de que el cristianismo se declarara religión oficial del imperio.

### Fragmentación y declive
A partir del siglo V, el Imperio romano comenzó a fragmentarse a raíz de las migraciones, que superaban en número a la capacidad del imperio para asimilar a los migrantes. Aunque el ejército romano pudo repeler a los invasores, de los cuales el más notable fue Atila el Huno (r. 434-453; que estaba romanizado), se había asimilado a tantos pueblos de lealtad dudosa que el Imperio empezó a desmembrarse. La mayor parte de los historiadores datan la caída del Imperio romano de Occidente en el 476, año en que el usurpador Rómulo Augústulo (r. 475-476) fue derrocado por Flavio Odoacro (r. 476-493). Sin embargo, en lugar de asumir el título de emperador, Odoacro restituyó a Julio Nepote y juró lealtad a Flavio Zenón, recompensándole el título de dux Italiae (duque de Italia) y patricio. Durante el siglo siguiente, el imperio oriental, conocido hoy como Imperio bizantino, perdió paulatinamente el control de la parte occidental. El Imperio bizantino cesó en 1453 con la muerte de Constantino XI (r. 1449-1453) y la conquista de Constantinopla por parte del Imperio otomano.

## Geografía y demografía

Cronología de la expansión territorial de la República romana (rojo), el Imperio romano (violeta), el Imperio romano de Occidente (azul) y el Imperio bizantino (verde oliva) hasta 1453. También se muestran los Estados cruzados (Francocracia) (verde) tras del Sitio de Constantinopla (1204) durante la cuarta cruzada (Partitio terrarum imperii Romaniae), se consideraron la continuación del Imperio hasta su reconstrucción después de la Reconquista de Constantinopla en 1261. Varios estados bizantinos independientes continuaron reclamando el trono hasta su final definitivo en la conquista otomana del Despotado de Morea (1460), el Imperio de Trebisonda (1461) y el Principado de Teodoro (1475) (ambos en verde).

El Imperio romano fue uno de los más grandes de la historia. Dominó una extensión territorial continua a lo largo de Europa, África del Norte y Oriente Próximo, desde el Muro de Adriano en la lluviosa Inglaterra hasta las soleadas costas del río Éufrates en Siria, desde las fértiles planicies de Europa Central hasta los exuberantes márgenes del valle del Nilo en Egipto. La noción de imperium sine fine (imperio sin fin) manifestaba la ideología romana de que su imperio no estaba limitado en el espacio y el tiempo. La mayor parte de la expansión romana se llevó a cabo durante la república, aunque algunos territorios del norte y centro de Europa no fueron conquistados hasta el siglo I d. C., periodo que correspondió a la consolidación del poder romano en las provincias. Res gestae, un relato en primera persona del emperador Augusto que narra su vida y, sobre todo, sus obras, destaca el número de pueblos de las regiones del imperio. La administración imperial realizaba censos con frecuencia y mantenía registros geográficos meticulosos.

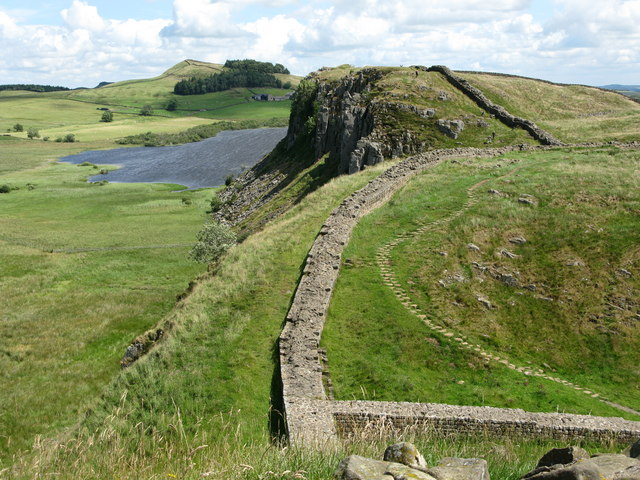
El Muro de Adriano en el norte de Inglaterra, dividió al Imperio romano de la constante amenaza de los bárbaros, es el principal testigo superviviente de la frontera del territorio y la política de consolidación.

El imperio alcanzó su mayor extensión territorial durante el reinado de Trajano (r. 98-117), correspondiente a una área de aproximadamente 5 millones de km² y actualmente dividida por cuarenta países. Tradicionalmente, se estimó que la población durante este periodo llegó a ser entre cincuenta y cinco y sesenta millones de habitantes, lo que vendría siendo entre la sexta y cuarta parte de la población mundial y el mayor número de habitantes de cualquier unidad política de Occidente hasta mediados del siglo XIX. Sin embargo, estudios más recientes estimaron que la población pudo alcanzar entre los setenta y cien millones de habitantes. Cada una de las tres ciudades más grandes del imperio —Roma, Alejandría y Antioquía— tenía el doble del tamaño de cualquier ciudad europea hasta principios del siglo XVII. Adriano, sucedor de Trajano, abandonó la política expansionista y optó por una de consolidación del territorio, así que defendió, fortificó y patrulló las regiones fronterizas.

## Idioma

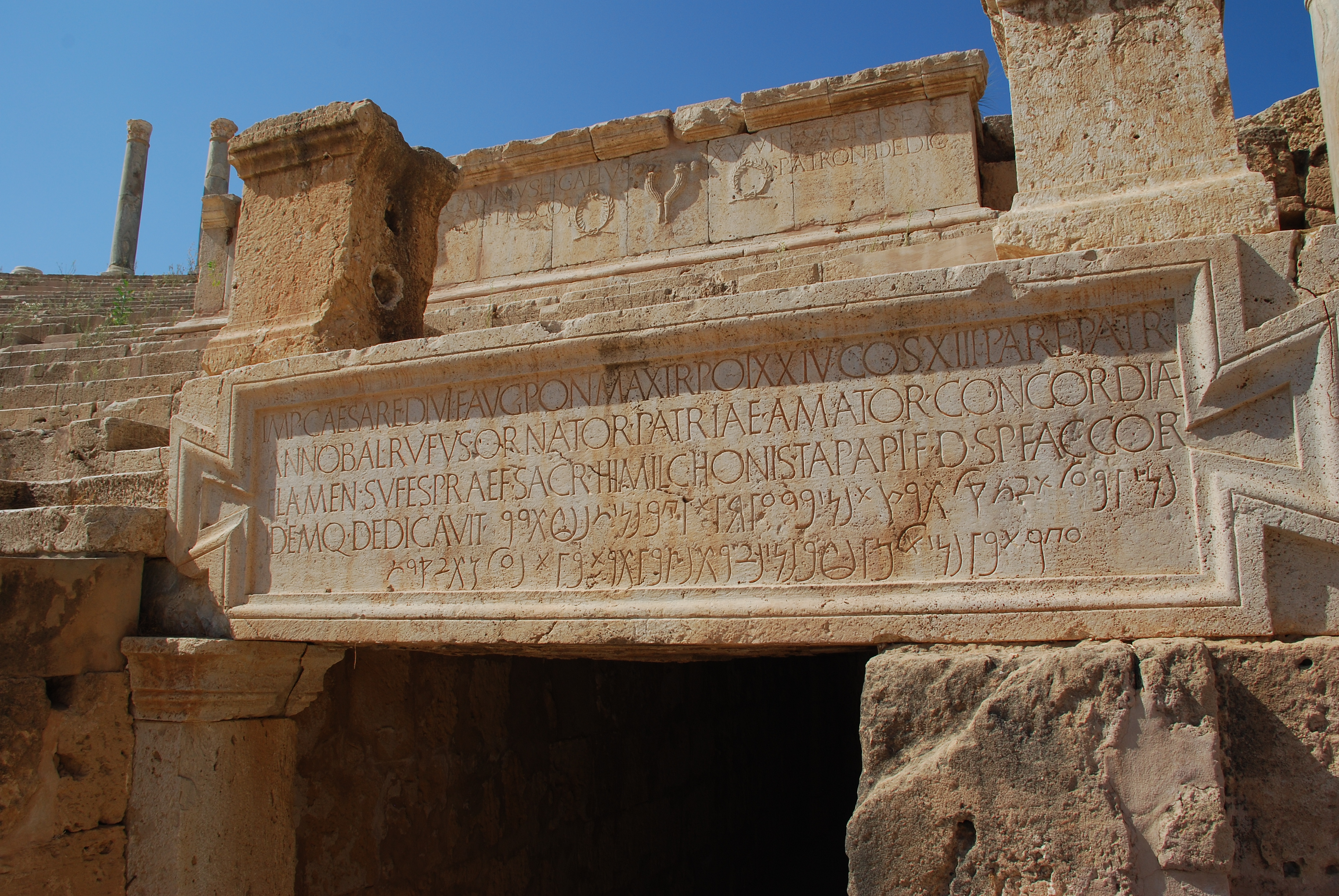
Inscripción bilingüe en latín y en púnico en el teatro Leptis Magna situado en la provincia de África. Si bien el latín es la lengua franca de los negocios y aquella en la que se redactaron los documentos oficiales del imperio, convivió con una gran diversidad de lenguas locales como el galo, el arameo y el copto.

Los idiomas de los romanos eran el latín, que Virgilio destacó como fuente de unidad y tradición romana. Aunque el latín fuera el idioma principal en los tribunales y la administración pública del Imperio Occidental y del ejército de todo el imperio, no se impuso oficialmente a los pueblos bajo el dominio romano. Al conquistar nuevos territorios, los romanos conservaron las tradiciones y los idiomas locales e introdujeron gradualmente el latín a través de la administración pública y los documentos oficiales. Esta política contrasta con la de Alejandro Magno, quien impuso el griego helenístico como idioma oficial de su imperio. Esto hizo que el griego antiguo se convirtiera en la lengua franca de la mitad oriental del Imperio romano, en todo el Mediterráneo oriental y Asia Menor. En Occidente, el latín vulgar reemplazó gradualmente a las lenguas celta e itálica, ambas con las mismas raíces indoeuropeas, lo que facilitó su adopción.
Aunque los emperadores julio-claudios alentaron el uso del latín en la realización de asuntos oficiales en todo el imperio, el griego siguió siendo el idioma literario entre la élite cultural romana y la mayoría de los gobernantes lo hablaban con fluidez. Claudio intentó limitar el uso del griego, incluso revocando la ciudadanía a quienes no sabían latín, aunque en el propio Senado había embajadores nativos griegos. En el Imperio de Oriente, las leyes y los documentos oficiales se tradujeron regularmente del latín al griego. El uso simultáneo de ambos idiomas se puede ver en inscripciones bilingües compuestas por los dos idiomas. En 212, cuando se otorgó la ciudadanía a todos los hombres libres del imperio, se esperaba que los ciudadanos que no sabían latín adquirieran algunas nociones básicas del idioma. A principios del siglo V, Justiniano I se esforzó por promover el latín como lengua de derecho en Oriente, aunque perdió gradualmente su influencia y existencia como lengua viva.
La referencia constante a los intérpretes en la literatura y los documentos oficiales indica la vulgaridad y prevalencia en el Imperio romano de un gran número de idiomas locales. Los propios juristas romanos estaban preocupados por garantizar que las leyes y los juramentos se tradujeran y entendieran correctamente en los idiomas locales, como el púnico, el galo, el arameo o incluso el copto, predominante en Egipto, o los idiomas germánicos, influyentes en las regiones del Rin y el Danubio. En algunas regiones, como en la provincia de África, el púnico se utilizó en monedas e inscripciones en edificios públicos, algunos bilingües junto al latín. Sin embargo, la hegemonía de este último entre las élites y como idioma oficial de los documentos escritos comprometió la continuidad de varios idiomas locales, ya que todas las culturas dentro del imperio eran predominantemente de tradición oral.

## Ejército romano

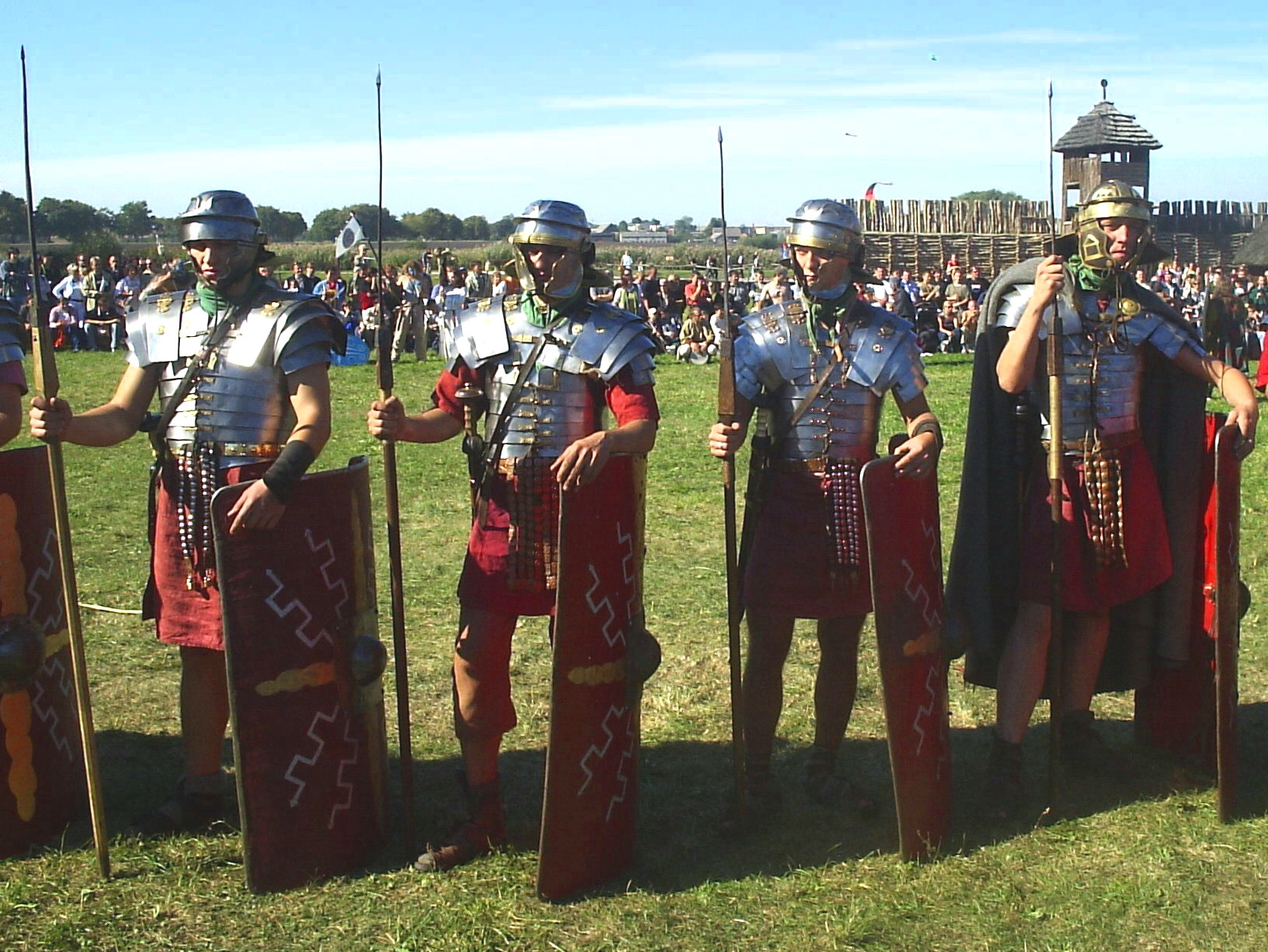
Recreadores como legionarios de la segunda mitad del siglo.

El mando supremo del ejército correspondía al emperador. Fuera de Italia, en los territorios provinciales, el mando correspondía al gobernador provincial (pero este a su vez estaba supeditado al emperador que podía apartarlo cuando quisiera), pudiendo también asumirlo temporalmente el emperador. El número de legiones osciló en toda la época imperial, con un número máximo cercano a la treintena.
Las clases altas de caballeros y senadores fueron desapareciendo del ejército, de modo que las legiones debían reclutarse entre los ciudadanos, primero en Italia y después progresivamente en las provincias donde estaban acantonadas (destacaron los mauros, los tracios y sobre todo los ilirios), de modo que desde Adriano el reclutamiento se hizo casi exclusivamente en las provincias donde servía la legión, y por fin se recurrió a mercenarios extranjeros (sobre todo germanos). Con la entrada de los proletarios el ejército se profesionalizó, si bien estos soldados tenían más facilidad para el motín y el saqueo. Los ascensos se ganaban por méritos, por favores o por dinero. El tiempo de servicio fue aumentado progresivamente y no eran excepcionales servicios de treinta o más años, tras lo cual se conseguía un estipendio económico, la ciudadanía y privilegios como el acceso a algunos cargos municipales.
La legión disponía de arsenales (armamentos) y de talleres de fabricación y reparación. Los soldados recibían un sueldo, donativos imperiales en ocasión del acceso al trono, las fiestas o los motines, regalos (stillaturae) y el botín de guerra. La ración de alimentos diaria fue creciendo y se le proporcionaba trigo, sal, vino, vinagre, carne fresca y carne salada.
Los campamentos se convirtieron en plazas fuertes. Disponían de murallas y torreones y se dividían interiormente en cuatro partes marcadas por dos vías perpendiculares. Contenían sala de baños, sala de reuniones, capillas, oficinas, cárcel, hospital y almacenes. Los mercaderes, artistas, prostitutas y otros acudían a sus alrededores y se establecían constituyéndose aglomeraciones urbanas, y crecían los barrios exteriores para la población civil (canabae) con casas de baños, anfiteatros y otros edificios públicos. Los terrenos próximos se utilizaban como pastos para el ganado, que se arrendaban a los agricultores de la zona.

### Estructura de la legión
Una típica legión romana (cuyo emblema era un águila plateada) consistía en diez cohortes (con su respectivo estandarte) cada una de ellas con cinco o seis centurias de ochenta hombres subdivididas en diez contubernios (unidad básica de ocho legionarios que compartían tienda), contando pues cada legión cinco o seis mil hombres de infantería, divididos en cincuenta o sesenta centurias. Contaba también con las guerrillas regulares auxiliares y de caballería (alae) con ciento veinte hombres de caballería.
El emperador y en su nombre el gobernador provincial designaban a los legatus legionis, lugartenientes de la legión con funciones de pretor, y a sus asistentes los tribunos militares y los centuriones.
Junto a los legados de la legión estaban los benefiaciarii (encargados de misiones de confianza), los strato (escuderos), los comentarienses (archiveros), los cornicularii (contadores) y los actuario (escribientes). Los tribunos militares se dividían en laticlavii (afectos a la administración) y angusticlavii (misiones propiamente militares). Los centuriones eran los oficiales básicos de infantería (la centuria de 80 hombres) y de caballería (la turma de 30 hombres). Cada centuria y turma tenía un suboficial llamado optio (equivalente a sargento), que también ejercía funciones administrativas. Los decuriones eran suboficiales que en la infantería mandaban una decuria (nueve hombres) y en la caballería de las unidades auxiliares mandaba un escuadrón o turma (30 jinetes). Otros suboficiales eran el tesserarius (equivalente a un sargento), el signifer o vexillarius (portaestandartes), el aquilifer (el portador del águila legionaria), el campiductor (instructor) y el pecunarius (furriel).

#### Las cohortes
Las cohortes se estructuraban en diez filas de 40 o 60 hileras que en tiempos de Trajano se redujeron a cinco filas. Con Adriano surgió la cohorte familiar (compuesta de 1200 soldados escogidos) mientras las restantes cohortes fueron llamadas quingentaries y contaban 500 soldados.
Se estructuraron varias cohortes especializadas: las de infantería (peditata), la de caballería o mixta (equitativa), la policial (togata), la de vigilancia (excubitoria), la de guarnición en una ciudad (urbana), la encargada de apagar incendios (Vigilio) y la encargada de la guardia y custodia imperial o de un caudillo (Praetoriana ). Esta guardia personal del general en jefe fue habitual en el Imperio. Existía el cuartel general (Guardia Pretoriana o guardia del general en jefe) los miembros tenían más sueldo y estaban dispensados de los trabajos del campamento, y que llegaron a ser los árbitros del Imperio.

#### Las centurias
Las centurias estaban al mando de centuriones (el centurión de más prestigio era el primus pilus habitualmente el más veterano), por encima del cual había seis tribunos de la legión de rango ecuestre, y el legatus de la legión, de rango senatorial, que había sido anteriormente pretor (en las provincias donde solo había una legión, el legatus de la provincia y el de la Legión era la misma persona).

### Equipamiento
El equipamiento de los legionarios cambiaba sustancialmente dependiendo del rango. Durante las campañas, los legionarios iban equipados con armadura (lorica segmentata), escudo (scutum), casco (galae), una lanza pesada y una ligera (pilum), una espada corta (gladius), una daga (pugio), un par de sandalias (caligae), una sarcina (mochila de marcha), y comida y agua para dos semanas, equipo de cocina, dos estacas (Sude murale) para la construcción de muros, y una pala o cesta.

## Armada romana

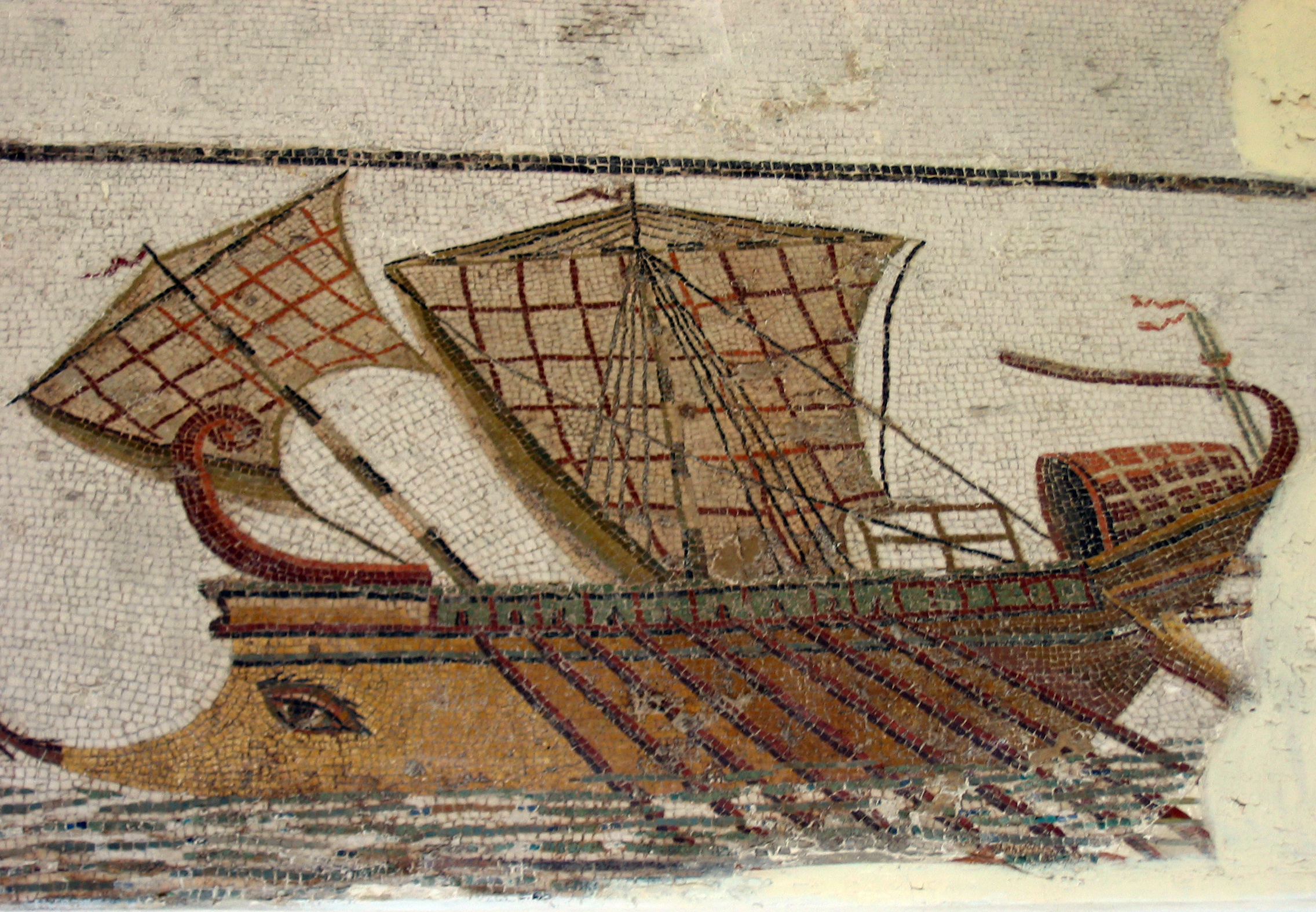
Trirreme romano representado en un mosaico.

La Armada romana (en latín classis, literalmente flota) comprendió las fuerzas navales del antiguo Estado romano. A pesar de desempeñar un papel decisivo en la expansión romana por el Mediterráneo, la armada nunca tuvo el prestigio de las legiones romanas. A lo largo de su historia los romanos fueron un pueblo esencialmente terrestre, y dejaron los temas náuticos en manos de pueblos más familiarizados con ellos, como los griegos y los egipcios, para construir barcos y mandarlos. Parcialmente debido a esto, la armada nunca fue totalmente abrazada por el Estado romano, y se consideraba «no romana». En la Antigüedad, las armadas y las flotas comerciales no tenían la autonomía logística que en la actualidad. A diferencia de las fuerzas navales modernas, la armada romana, incluso en su apogeo, no existió de forma autónoma, sino que operó como un adjunto del Ejército romano.
En el transcurso de la primera guerra púnica la armada fue expandida masivamente y jugó un papel vital en la victoria romana y en la ascensión de la República romana a la hegemonía en el Mediterráneo. Durante la primera mitad del siglo II a. C. Roma destruyó Cartago y subyugó los reinos helenísticos del este del Mediterráneo, logrando el dominio completo de todas las orillas del mar interior, que ellos llamaron Mare Nostrum. Las flotas romanas volvieron a tener un papel preponderante en el siglo I a. C. en las guerras contras los piratas y en las guerras civiles que provocaron la caída de la República, cuyas campañas se extendieron a lo largo del Mediterráneo. En el 31 a. C. la batalla de Accio puso fin a las guerras civiles con la victoria final de Augusto y el establecimiento del Imperio romano.
Durante el período imperial el Mediterráneo fue un pacífico «lago romano» por la ausencia de un rival marítimo, y la armada quedó reducida mayormente a patrullaje y tareas de transporte.
Sin embargo, en las fronteras del Imperio, en las nuevas conquistas o, cada vez más, en la defensa contra las invasiones bárbaras, las flotas romanas estuvieron plenamente implicadas. El declive del Imperio en el siglo III d. C. se sintió en la armada, que quedó reducida a la sombra de sí misma, tanto en tamaño como en capacidad de combate. En las sucesivas oleadas de los pueblos bárbaros contra las fronteras del Imperio la armada solo pudo desempeñar un papel secundario. A comienzos del siglo v las fronteras del imperio fueron quebradas y pronto aparecieron reinos bárbaros en las orillas del Mediterráneo occidental. Uno de ellos, el pueblo vándalo, creó una flota propia y atacó las costas del Mediterráneo, incluso llegó a saquear Roma, mientras las disminuidas flotas romanas fueron incapaces de ofrecer resistencia. El Imperio romano de Occidente colapsó en el siglo v y la posterior armada romana del duradero Imperio romano de Oriente es llamada por los historiadores Armada bizantina.

## Economía
La economía del Imperio se basaba en una red de economías regionales, en las que el Estado intervenía y regulaba el comercio para asegurarse sus propios ingresos. La expansión territorial permitió que se reorganizara el uso de la tierra, lo que condujo a la producción de excedentes agrícolas y una progresiva división del trabajo, particularmente en el norte de África. Algunas ciudades se definían a sí mismas como los principales centros regionales de una determinada industria o actividad comercial. La escala de los edificios en las áreas urbanas indicaba una industria de la construcción completamente desarrollada. Documentos en papiro demuestran métodos de contabilidad complejos que sugieren elementos de racionalismo económico en una economía altamente monetizada. Durante los primeros siglos del Imperio, las redes de carreteras y transporte se expandieron significativamente, uniendo rápidamente las economías regionales. El crecimiento económico, aunque no es comparable al de las economías modernas, fue superior al de la mayoría de sociedades previas a la industrialización.

### Moneda y banca
La economía del Imperio se monetizaba universalmente. La normalización del dinero y las formas de pago impulsó la integración comercial y económica en las provincias. Hasta el siglo IV, la unidad monetaria básica era el sestercio, aunque al comienzo de la dinastía severa también se usó el denario de plata, que valía cuatro sestercios. La moneda de circulación corriente de menor valor era el as de bronce, que valía un cuarto de sestercio. El lingote no se consideraba moneda y se usaba solo en negocios en las regiones fronterizas. Los romanos de los siglos I y II contaban las monedas en lugar de pesarlas, lo que indica que el valor se atribuía según su valor fiduciario, y no el valor del metal.
Roma no tenía banco central, por lo que la regulación del sistema bancario era mínima. Las reservas de los bancos de la Antigüedad clásica eran en general inferiores a los depósitos totales de los clientes. La mayoría de los bancos tenían solo una sucursal, aunque algunos de los más grandes tenían hasta quince sucursales. Un banquero comercial llamado argentarius recibía y mantenía depósitos por un tiempo indefinido o plazo fijo, haciendo también préstamos a terceros. Un individuo con deuda podía utilizarla como forma de pago, transfiriéndola a otra parte y sin ningún cambio de dinero. El sistema bancario estaba presente en todas las regiones y permitía cambiar grandes cantidades de dinero en cualquier lugar sin necesidad de transferencias físicas de moneda, lo que reducía el riesgo asociado al transporte. Se tiene conocimiento de al menos una crisis crediticia en el Imperio, ocurrida en el año 33, durante la cual el gobierno central intervino en el mercado con un rescate financiero (mensae) de 100 millones de sestercios.
El gobierno no pidió dinero prestado: en ausencia de deuda pública, el déficit tuvo que ser financiado con reservas monetarias. Durante la crisis del siglo III, la disminución del comercio de larga distancia, la interrupción de la minería y la transferencia de valores al exterior por parte de los invasores redujeron significativamente el dinero en circulación. Los emperadores de las dinastías antonina y severa devaluaron drásticamente la moneda, particularmente el denario, debido a la presión con el pago a los militares. La repentina inflación durante el reinado de Comodo (r. 180-192) puso en riesgo el mercado crediticio. Aunque la moneda romana siempre tuvo un valor fiduciario, durante el reinado de Aureliano (r. 270-275) la crisis económica alcanzó su punto máximo, provocando que los banqueros perdieran la confianza en el dinero emitido por el gobierno central. Diocleciano (r. 286-305) implementó varias reformas monetarias e introdujo el sólido de oro, pero el mercado crediticio nunca recuperó su fuerza anterior.

### Transporte y comunicaciones

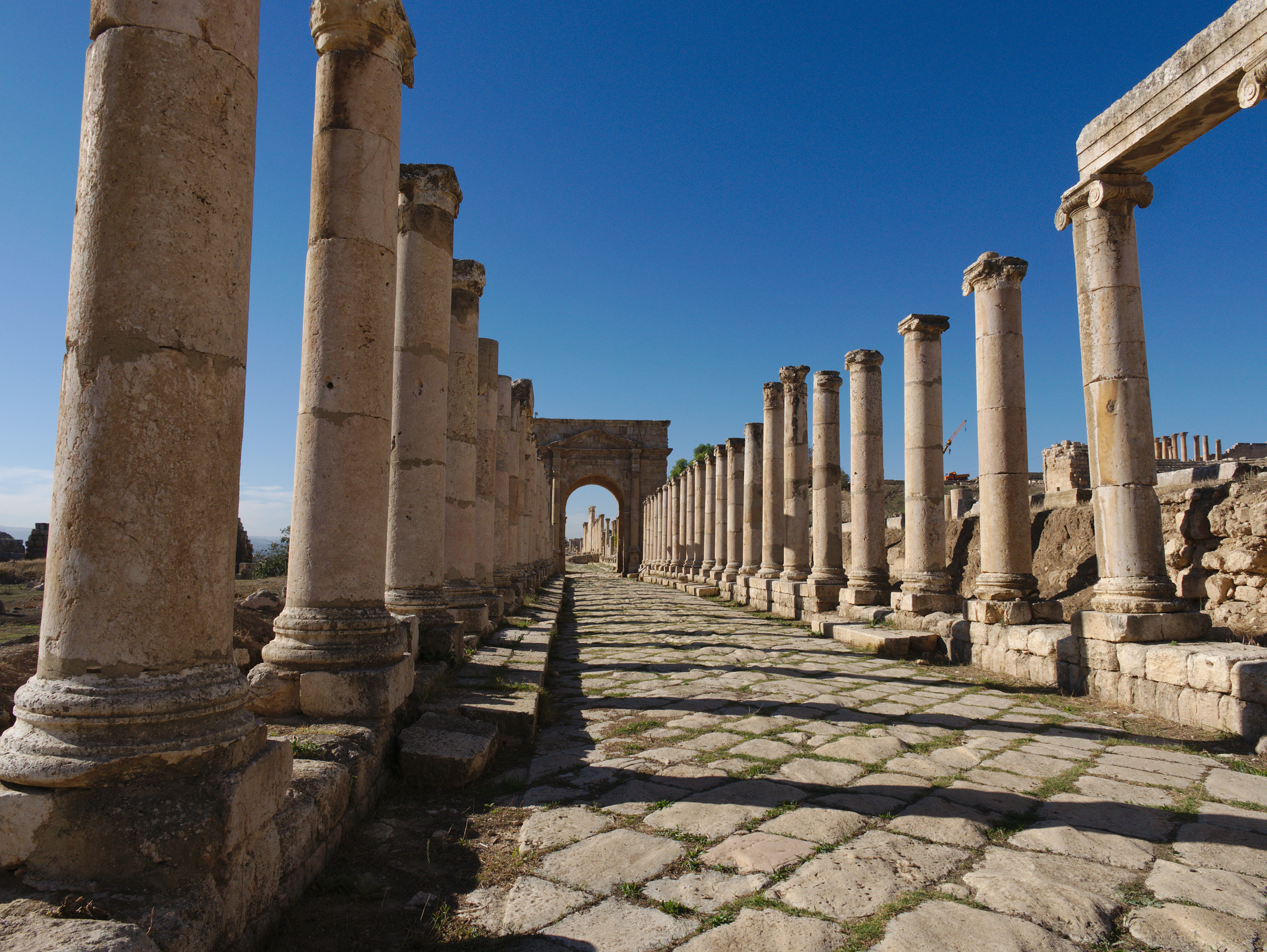
Calzada romana en la entrada de la ciudad de Gerasa.

Los romanos favorecían el transporte de mercancías por mar o río, ya que el transporte por tierra era más difícil.. Los veleros romanos navegaban no solo por el Mediterráneo (Mare Nostrum), sino también por todos los principales ríos del imperio, incluido el Guadalquivir, el Ebro, el Ródano, el Rin, el Tíber y el Nilo.
El transporte terrestre hizo uso de una compleja y avanzada red de calzada romana. Los impuestos en especie pagados por las comunidades locales requerían viajes frecuentes de funcionarios administrativos, animales y vehículos de curso público (Cursus publicus, el sistema estatal de correos y transporte implementado por Augusto). La primera  vía , la Vía Apia, fue creada en el 312 a. C. por Apio Claudio el Ciego, para unir Roma con la ciudad de Capua. A medida que el imperio se expandía, la administración adaptó el mismo esquema en provincias. En su apogeo, la red de carreteras romanas tenía hasta 400 000 km de carreteras, 80 500 de las cuales estaban pavimentadas.
Cada siete o doce millas romanas había una mansio, una estación de servicio para los funcionarios públicos mantenida por el Estado. Entre los empleados de estos puestos se encontraban choferes, secretarias, herreros, veterinarios y algunos militares. La distancia entre las mansiones se determinaba por la distancia que podía recorrer un carro en el transcurso de un día y algunas podían crecer hasta convertirse en pequeñas ciudades o almacenes comerciales. Además de las mansiones, algunas tabernas ofrecían alojamiento, alimentación animal y, en algún momento, servicios de prostitución. Los animales de transporte más comunes eran las mulas, que viajaban a una velocidad de cuatro millas por hora. Para tener una idea del tiempo de comunicación, un mensajero necesitaba nueve días para viaje entre Roma y Mogontiacum, en la provincia de Germania Superior. Los caminos estaban marcados por miliarios colocados en intervalos de unos mil pasos (1480 metros).

## Sociedad

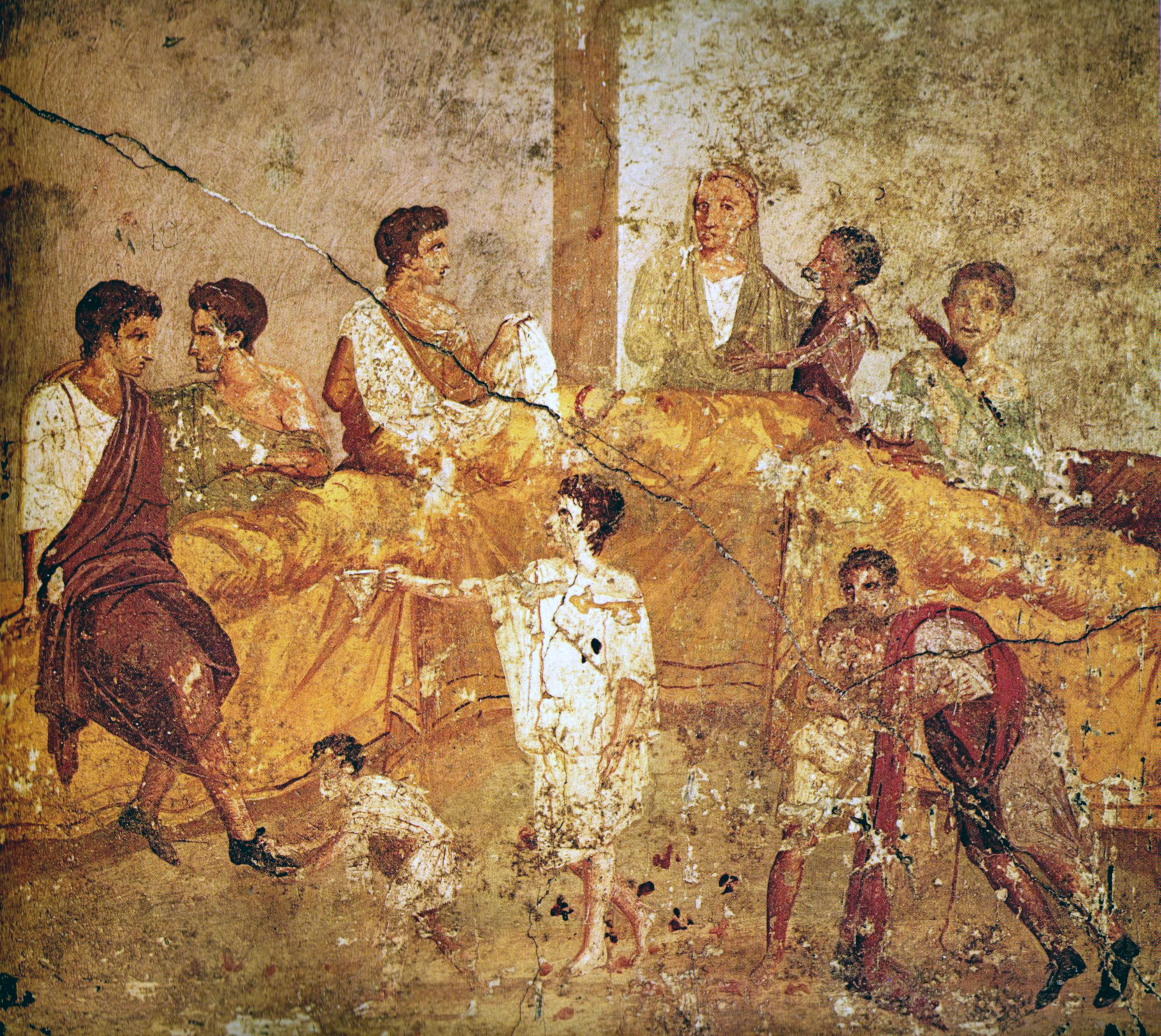
Banquete entre generaciones, representado en una pintura mural de Pompeya,, hoy en el Museo Arqueológico Nacional de Nápoles.

El Imperio romano era una sociedad multicultural, con una sorprendente capacidad de cohesión capaz de crear un sentido de identidad común asimilando a los pueblos más diversos. La preocupación romana por la creación de monumentos y espacios comunitarios abiertos al público, como foros, anfiteatros, circos o balnearios, ayudó a establecer el sentimiento de «romanidad» común. Si bien la sociedad romana poseía un complejo sistema de jerarquías, este es difícilmente compatible con el concepto moderno de «clase social».
Las dos décadas de guerra civil previas al gobierno de Augusto dejaron a la sociedad romana tradicional en un estado de confusión y conmoción. Sin embargo, la dilución de la rígida jerarquía de la república condujo a una creciente movilidad social entre los romanos, tanto hacia arriba como hacia abajo, y más expresiva que en cualquier otra sociedad antigua documentada. Las mujeres y los esclavos tuvieron oportunidades que antes les estaban prohibidas. La vida en sociedad en el Imperio, particularmente para aquellos con recursos limitados, fue impulsada aún más por la proliferación de asociaciones voluntarias y hermandades (collegia y sodalitates) formadas para diversos fines: gremios profesionales y comerciales, grupos de veteranos, asociaciones religiosas, gastronómicas clubes y compañías artísticas. En el gobierno de Nerón no era raro que un esclavo fuera más rico que un ciudadano nacido libre, o un équite más influyente que un senador.

### Ciudadanía
Según el jurista Gayo, la principal distinción entre personas en el derecho romano era entre ciudadanos libres (liberi) y esclavos (servi). El estatus legal de los ciudadanos libres aún podría especificarse según su ciudadanía. Durante el comienzo del imperio, solo un número limitado de hombres tenían pleno derecho a la ciudadanía romana, lo que les permitía votar, presentarse a las elecciones y ser ordenados sacerdotes. La mayoría de los ciudadanos tenían solo derechos limitados, pero tenían derecho a protección legal y otros privilegios que estaban prohibidos a quienes no tenían la ciudadanía. Los hombres libres que vivían dentro del imperio, pero que no eran considerados ciudadanos, tenían la condición de peregrinus, quienes eran considerados como «no-romanos». En el año 212, mediante el Edicto de Caracalla, el emperador extendió el derecho de ciudadanía a todos los habitantes del imperio, revocando todas las leyes que distinguían a los ciudadanos de los no-ciudadanos.

#### Esclavos

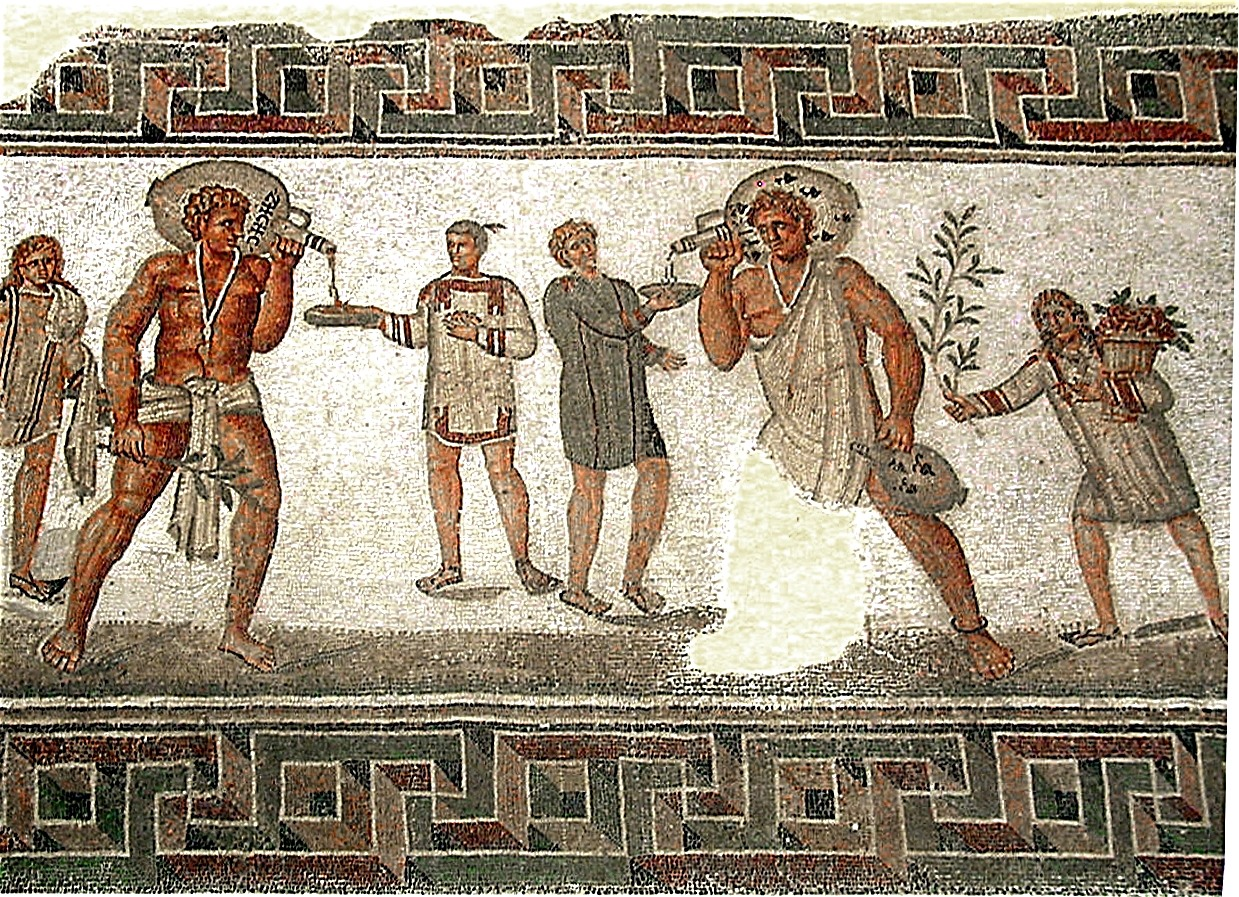
Mosaico de Duogga, Túnez. Los dos esclavos que llevan jarras de vino lucen la ropa común entre los esclavos y llevan un amuleto contra el mal de ojo alrededor del cuello.

En la época de Augusto, alrededor del 35% de los residentes en Italia eran esclavos. La esclavitud era una institución compleja y económicamente útil que sustentaba la estructura social romana, puesto que la industria y agricultura dependían de ella. En las ciudades, los esclavos podían ejercer diversas profesiones, incluidos maestros, médicos, cocineros y contables, aunque la mayoría realizaba solo tareas poco calificadas. Fuera de Italia, los esclavos constituían en promedio entre el 10 y el 20% de la población. Aunque la esclavitud disminuyó en los siglos III y IV, siguió siendo una parte integral de la sociedad romana hasta el siglo V, desapareciendo gradualmente durante los siglos VI y VII. Esto ocurrió en paralelo al declive de los centros urbanos y la desintegración del complejo sistema económico.
La esclavitud romana no se basó en la discriminación racial. Durante la expansión republicana, período en el que se generalizó la esclavitud, la principal fuente de esclavos fueron los prisioneros de guerra de las más diversas etnias. La conquista de Grecia trajo a Roma un gran número de esclavos extremadamente calificados y educados. Los esclavos también podrían venderse en los mercados y, ocasionalmente, por piratas. Entre otras fuentes de esclavos se encontraban el abandono de niños y la autoesclavitud entre los más pobres. Los vernas (vernae) eran esclavos nacidos de una madre esclava que nacieron y se criaron en la casa de sus dueños. Si bien no contaban con ninguna protección jurídica particular, el propietario que maltrataba o no cuidaba su propiedad era mal visto por la sociedad, ya que eran considerados parte de su familia, pudiendo incluso ser hijos de los hombres libres de la familia.
La legislación sobre esclavitud es bastante compleja. Según el derecho romano, los esclavos se consideraban propiedad y no tenían personalidad jurídica. Un esclavo puede ser sometido a formas de castigo corporal prohibidas a los ciudadanos, como la explotación sexual, tortura y ejecución. En términos legales, un esclavo no puede «ser violado», ya que la violación solo puede ejercerse sobre personas libres; el violador de un esclavo tendría que ser acusado por el propietario por daños materiales. Los esclavos no tenían derecho a casarse, aunque a veces se reconocían las uniones y podían casarse si ambos eran liberados. Técnicamente, un esclavo no podía poseer propiedades, aunque un esclavo que realizaba negocios podía tener acceso a un fondo o cuenta individual (peculium), del que podía disponer libremente. Los términos de este variaron según la relación de confianza entre el dueño y el esclavo. Un esclavo con aptitud para los negocios podría tener una autonomía considerable para administrar empresas y otros esclavos. Dentro de una residencia o taller, era común tener una jerarquía entre los esclavos, con uno de estos liderando al resto. Los esclavos exitosos podían acumular suficiente dinero para comprar su libertad o ser liberados por los servicios prestados. La manumisión (liberación de esclavos) se hizo tan frecuente que, en el siglo II a. C., una ley limitaba el número de esclavos que un propietario podía liberar.
A raíz de las Guerras serviles (131-71 a. C.), la legislación intentó disminuir la amenaza de rebeliones de esclavos limitando el tamaño de los grupos de trabajo y hostigando a los fugitivos. A lo largo de los siglos, los esclavos ganaron una protección legal cada vez mayor, incluido el derecho a presentar cargos contra sus amos. Un contrato de compra podía evitar la prestación de un esclavo, ya que la mayoría de prostitutos y prostitutas eran esclavos. El crecimiento de la trata de esclavos eunucos a finales del siglo I promovió una legislación que prohibía la castración de un esclavo contra su voluntad.

#### Libertos
A diferencia de las polis griegas, Roma permitió que los esclavos liberados se convirtieran en ciudadanos, incluso teniendo derecho al voto. Un esclavo que obtuvo libertas fue llamado liberto (libertus; «persona liberada») en relación con su antiguo amo, quien luego se convirtió en su patrón (patronus). Sin embargo, las dos partes continuaron teniendo obligaciones legales entre sí. La clase social de los libertos fue conocida como «libertinos» (libertini), aunque más tarde los términos liberto y libertino (libertinus) se usaron indistintamente. Un libertino no podía ocupar cargos en la administración pública o en el sacerdocio estatal, aunque podía ejercer el sacerdocio en el culto imperial. Un liberto tampoco podía casarse con una mujer de una familia de la orden senatorial ni formar parte de esta, aunque durante el inicio del imperio los libertos ocuparon importantes puestos de la administración.

### Órdenes

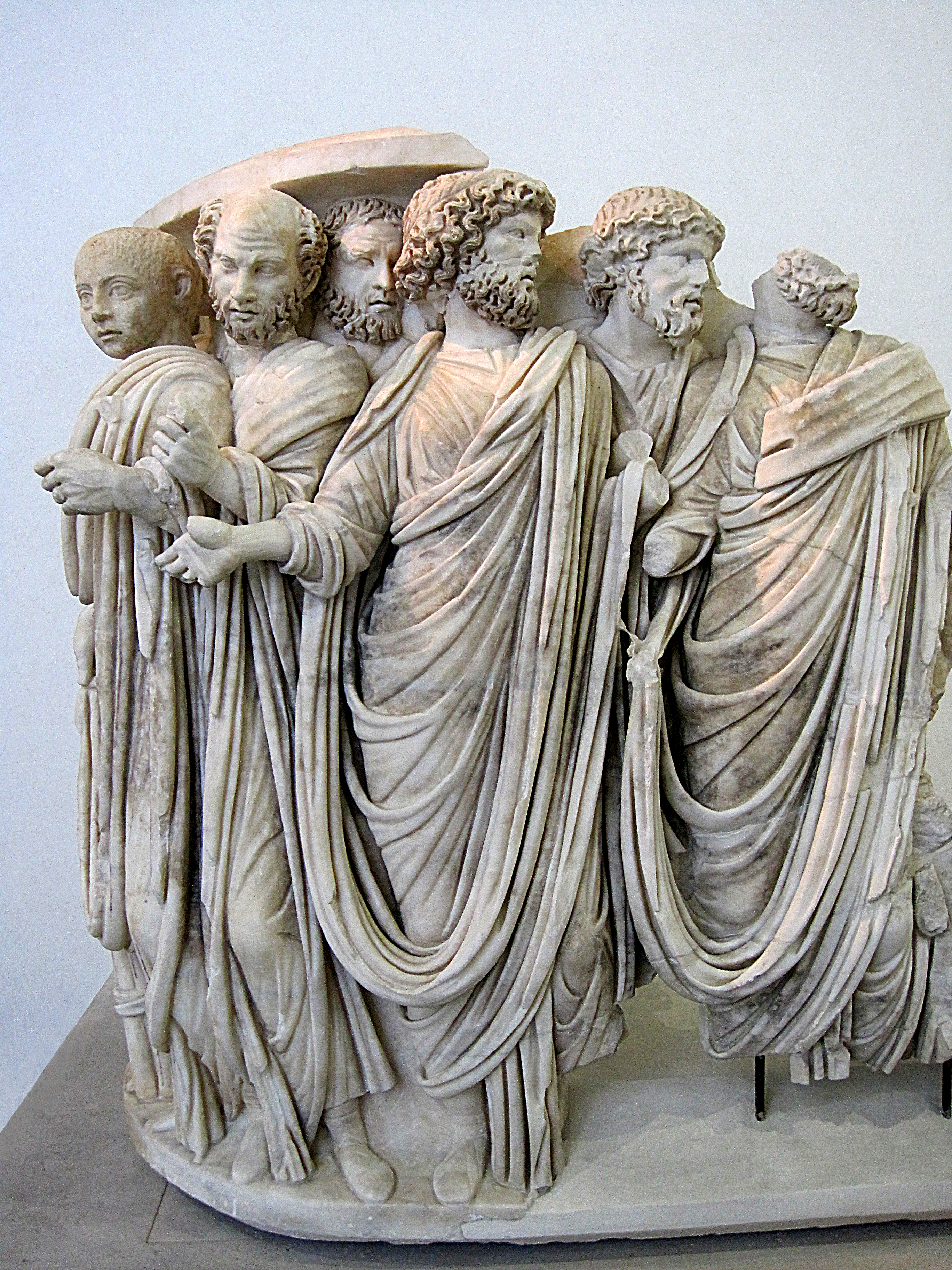
La élite de la sociedad romana estaba formada por dos órdenes aristocráticas: los patricios (imagen) y los équites. Para ejercer cargos políticos y administrativos era necesario pertenecer a una orden.

En el contexto del Imperio Romano, una orden (ordo; plural ordine ) significa una clase aristocrática. Uno de los propósitos de los censos era determinar la orden a la que pertenecía una persona en particular. En Roma, las dos órdenes con el estatus más alto eran la orden senatorial (ordo senatorius) y la orden ecuestre (ordo equester). Fuera de Roma, los decuriones (ordo decurionum) representaban a la aristocracia local. El cargo de «senador» no era un cargo electivo. Un ciudadano fue admitido en el Senado después de haber sido elegido y de haber servido durante al menos un período como magistrado. Un senador también debe tener una riqueza de al menos un millón de sestercios. No todos los hombres que cumplían los criterios de la orden senatorial aceptaron un escaño en el Senado, que requería domicilio en Roma. Dado que el Senado constaba de 600 escaños, los emperadores solían ocupar los escaños vacantes mediante designación directa. El hijo de un senador pertenecía legítimamente a la orden del Senado, aunque tenía que calificar por sus propios méritos para ser admitido en el Senado. Los senadores podrían ser expulsados por violar las reglas de conducta moral; por ejemplo, no podían casarse con una mujer liberta o luchar en la arena. En la época de Nerón, los senadores procedían principalmente de Roma y otras partes de Italia, con otros grupos provenientes de la península ibérica y el sur de Francia. Durante el gobierno de Vespasiano, comenzaron a sumarse senadores de las provincias orientales. Durante la dinastía severa, los itálicos ya eran menos de la mitad del senado.
El cargo de senador romano era el cargo de máximo cargo y era considerado como la culminación del curso político (cursus publicus). Sin embargo, los miembros de la orden ecuestre en muchos casos tenían mayor riqueza y poder. La admisión a la orden tenía como criterio la riqueza y las posesiones de una persona, que calificaba mediante una valoración censal de 400 000 sestercios y al menos tres generaciones de nacimientos libres. Los eques progresaron a lo largo de una carrera militar (tres militiae) con el objetivo de convertirse en prefectos y fiscales de la administración imperial.
La integración en las órdenes de hombres de provincias revela la movilidad social que existió durante el imperio temprano. La aristocracia romana se basaba en la competencia y, a diferencia de la posterior nobleza europea, una familia romana no podía mantener su estatus solo a través de la herencia de títulos o tierras. La admisión a las órdenes superiores trajo consigo no solo privilegios y prestigio, sino también una serie de responsabilidades. Mantener el estatuto requería grandes gastos personales, puesto que la financiación de obras públicas, eventos y servicios en las ciudades romanas dependía de sus ciudadanos más destacados y no de los impuestos recaudados, que estaban destinados principalmente a financiar el ejército.

### Mujeres

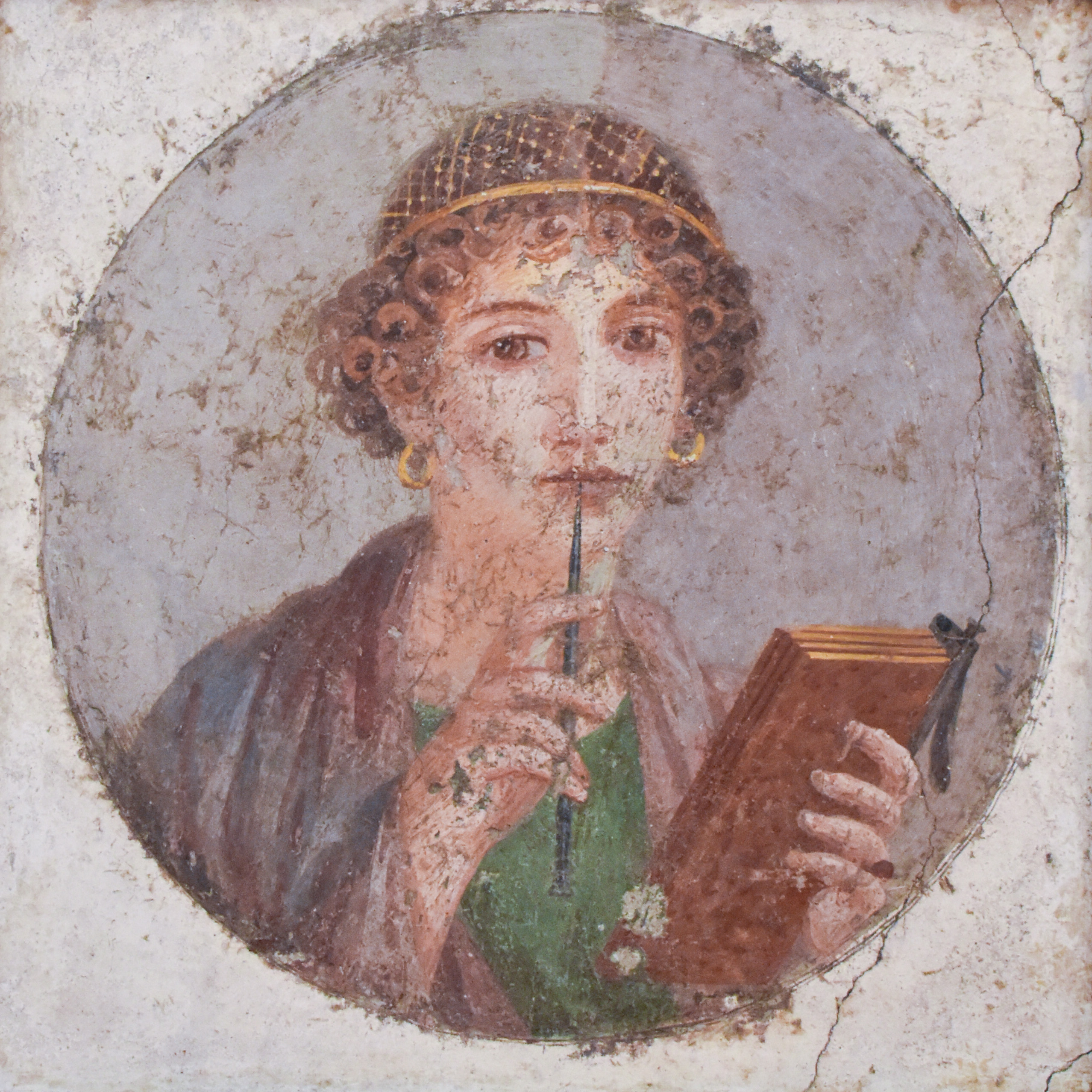
La mujer romana era bastante independiente en comparación con otras culturas de la Antigüedad, teniendo derecho a poseer y administrar propiedades sin subordinación legal a su marido.

Durante la República y el Imperio, las mujeres romanas libres eran consideradas ciudadanas y, si bien no existía el sufragio femenino, estas lograron ocupar cargos políticos e incluso servir en el ejército. La mujer romana mantenía el apellido de soltera durante toda su vida. La mayoría de las veces, los niños optaron por recibir el apellido del padre, aunque en la época imperial también pudieron mantener el de la madre. Las mujeres romanas podían poseer propiedades, celebrar contratos y hacer negocios, incluida la fabricación, el transporte y los préstamos bancarios. Era común que las mujeres financiaran obras públicas, lo que indica que muchas de ellas poseían o administraban fortunas considerables. Las mujeres tenían los mismos derechos que los hombres con respecto a la herencia sin testamento del padre. El derecho a poseer y administrar propiedades, incluidos los términos de su propia voluntad, proporcionó a las mujeres romanas una enorme influencia sobre sus hijos, incluso en la edad adulta.

### Matrimonio
La forma arcaica del matrimonio cum manum, por el cual la mujer estaba sujeta a la autoridad de su marido, cayó en desuso durante el período imperial. Una mujer romana casada siguió siendo dueña de los bienes que llevaba a la boda. Técnicamente, incluso después de mudarse a la residencia de su esposo, ella todavía estaba bajo la autoridad de su padre, y solo cuando el padre moría se emancipaba en términos legales. Este principio demuestra el grado relativo de independencia de la mujer romana en comparación con otras culturas de la Antigüedad y hasta la época moderna. Aunque la mujer romana tuvo que responder ante su padre en asuntos legales, ella era libre de manejar la vida cotidiana y su esposo no tenía poder legal sobre ella. Aunque era una cuestión de orgullo social haberse casado una sola vez, el estigma social con respecto al divorcio o al nuevo matrimonio era prácticamente inexistente.

## Religión

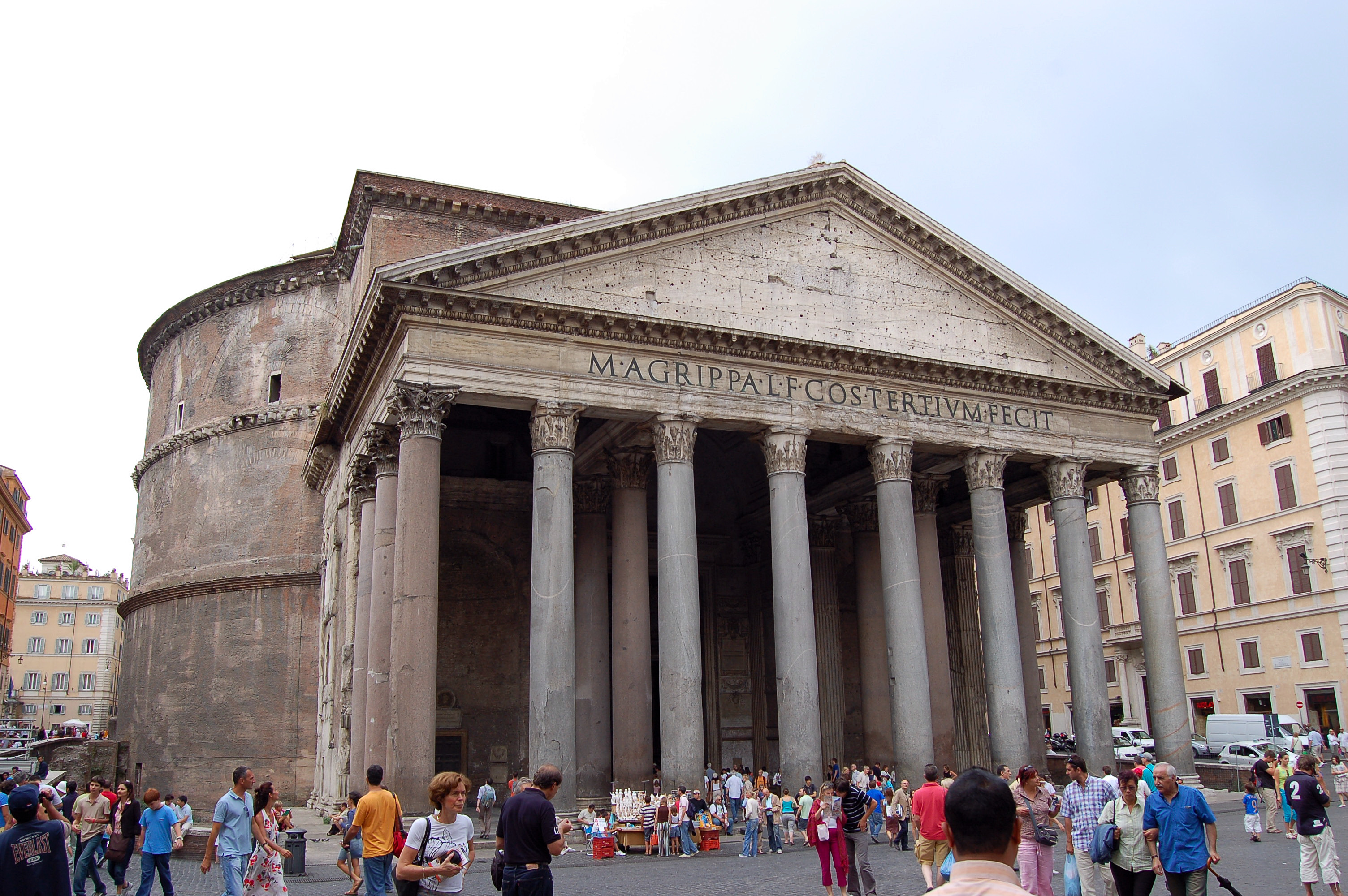
Panteón de Agripa, templo de todos los dioses, en Roma

Después de la crisis republicana y la transición al imperio, la religión del estado se adaptó para apoyar al nuevo régimen. Augusto implementó un vasto programa de avivamiento y reformas religiosas. Los votos públicos, que antes pedían a las divinidades la seguridad de la república, ahora tenían como objetivo el bienestar del emperador. El culto a la personalidad vulgarizó las prácticas de veneración de los antepasados y el genio, la divinidad tutelar de cada individuo. Era posible que el propio emperador se convirtiera en una deidad estatal mientras aún estaba vivo a través de una votación en el Senado. El culto imperial, influenciado por la religión helenística, se convirtió en una de las principales formas de que Roma anunciara su presencia en las provincias, cultivando la lealtad y compartiendo la misma identidad cultural en todo el imperio.

### La religión romana

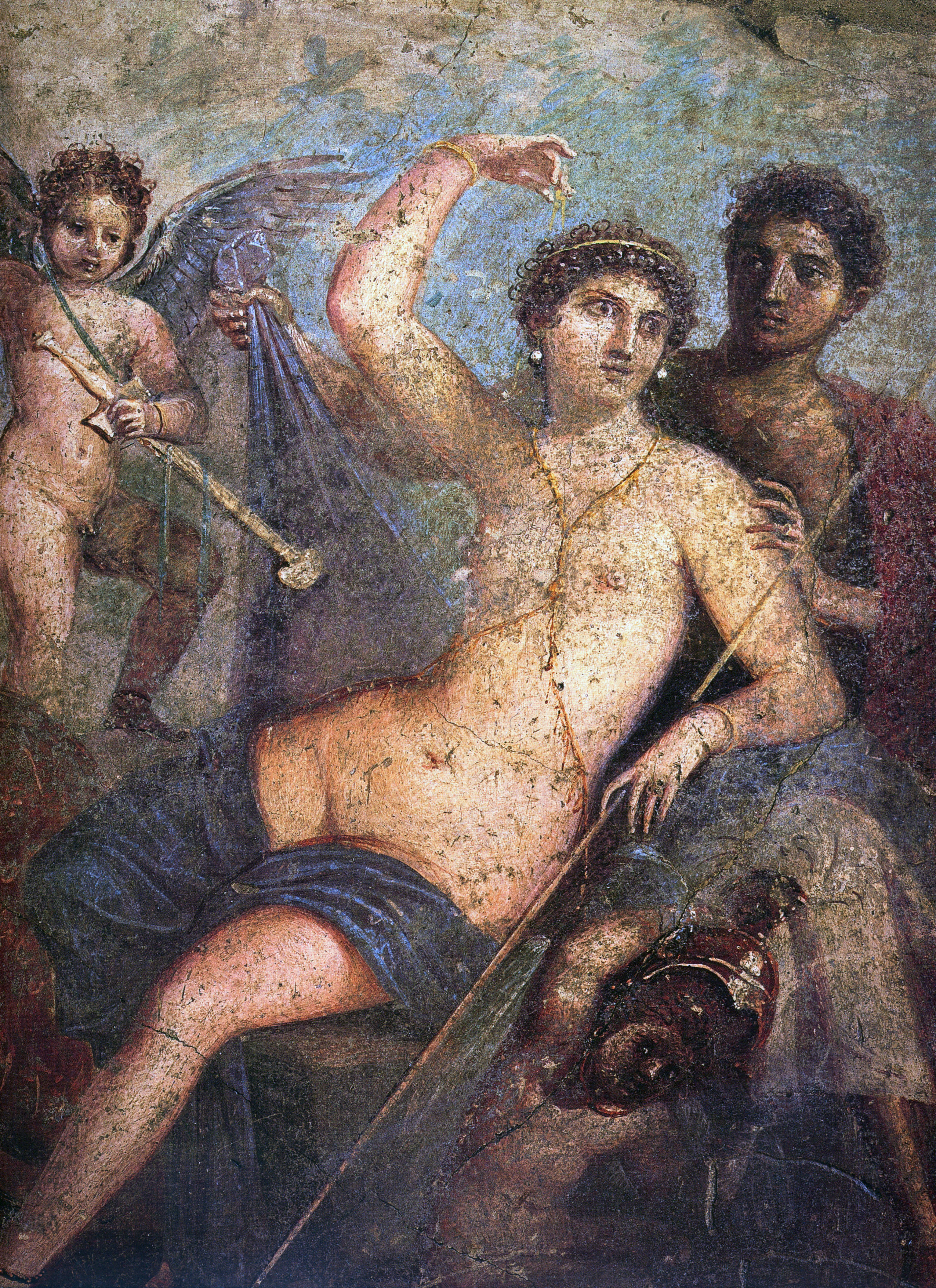
Fresco de Venus y Marte en Pompeya. Los romanos prestaban culto a un gran número de divindades, asimilando también los cultos de los territorios conquistados

La religión en Roma Antigua engloba no solo las prácticas y creencias que los romanos veían como suyas, pero también los diversos cultos importados para Roma y los cultos practicados en las provincias. Los romanos se veían a sí mismos como profundamente religiosos, atribuyendo su prosperidad económica y militar a la buena relación con los dioses (pax deorum). La religión arcaica que se cree haber sido instituida por los primeros reyes de Roma ofertó los fundamentos del me los maiorum, o «tradición», el código social basilar en la identidad romana. No existía la separación Iglesia-Estado, por lo que los puestos religiones en el Estado eran llenados por las mismas personas que ocupaban lugares en la administración pública. Durante el periodo imperial, el pontífice máximo era el propio emperador.
La religión romana era práctica y contractual, basada en el principio del do ut des («te doy aquello que puedas ofertar»). La religión tenía como principios el conocimiento y la práctica correcta de la oración, de los rituales y del sacrificio, y no la de la fe o el dogma. Para el ciudadano común, la religión era parte del cotidiano. La mayoría de las residencias poseía un altar doméstico en el cual se realizaba la oración y la libación. Las ciudades eran decoradas por altares de barrio y locales considerados sagrados, como manantiales de agua y cuevas, y era común que la gente hiciera un voto u ofreciera alguna fruta cuando pasaban por un lugar de culto. El calendario romano era organizado en función de las conmemoraciones religiosas. Durante el periodo imperial, había 135 días del año dedicados la festividades religiosas y juegos (ludi).
Una de las principales características de la religión romana fue el gran número de divinidades adoradas y la reverencia paralela de las deidades romanas con las deidades locales. La política de conquista romana consistió en la asimilación de divinidades y cultos de los pueblos conquistados, y no en su erradicación. Roma promovió la estabilidad entre diferentes pueblos apoyando diferentes herencias religiosas, construyendo templos para deidades locales que enmarcaban las prácticas indígenas en la jerarquía de la religión romana. En el apogeo del imperio, las deidades internacionales eran adoradas en Roma, cuyo culto se había extendido a las provincias más remotas, entre ellas Cibeles, Isis, Epona y los dioses del monismo solar, como Mitra y Sol invicto.
Las religiones mistéricas, que ofrecían a los iniciados la salvación después de la muerte, se practicaban de manera complementaria a los rituales familiares y la participación en la religión pública. Sin embargo, los misterios involucraban el secreto y los juramentos exclusivos, que los conservadores romanos veían con sospecha y como elementos característicos de la magia, la conspiración y la actividad subversiva. Se hicieron varios intentos para reprimir sectas que parecían amenazar la unidad y la moral tradicionales, algunas de ellas de manera violenta. En Galia, se hicieron varios intentos para controlar el poder de los druidas, inicialmente prohibiendo a los ciudadanos romanos pertenecer a la orden y luego prohibiendo completamente el druidismo. Sin embargo, las propias tradiciones celtas fueron reinterpretadas en el contexto de la teología imperial, dando lugar a la cultura galorromana.

### Monismo solar
A medida que el Imperio decaía, las religiones mistéricas fueron ganando fuerza mientras que las tradicionales fueron decayendo. De entre las nuevas religiones surgió el Mitraísmo, que fue ganando peso en el estamento militar hasta introducirse en la corte de mano de los soldados-emperadores como Aureliano; a esto hay que añadir que desde la propia religión tradicional romana y por mano de filósofos como los neoplatónicos (como Plotino), la idea monoteísta fue ganando fuerza, viéndose al Sol (similar a lo sucedido en tiempos de Akenatón) como el ser o poder original del que provenían el resto de dioses, siendo estos avatares del primero. Este proceso de sincretización permitió una transición natural al cristianismo, contraria a la creencia impopular de su imposición por la fuerza.

### Cristianización

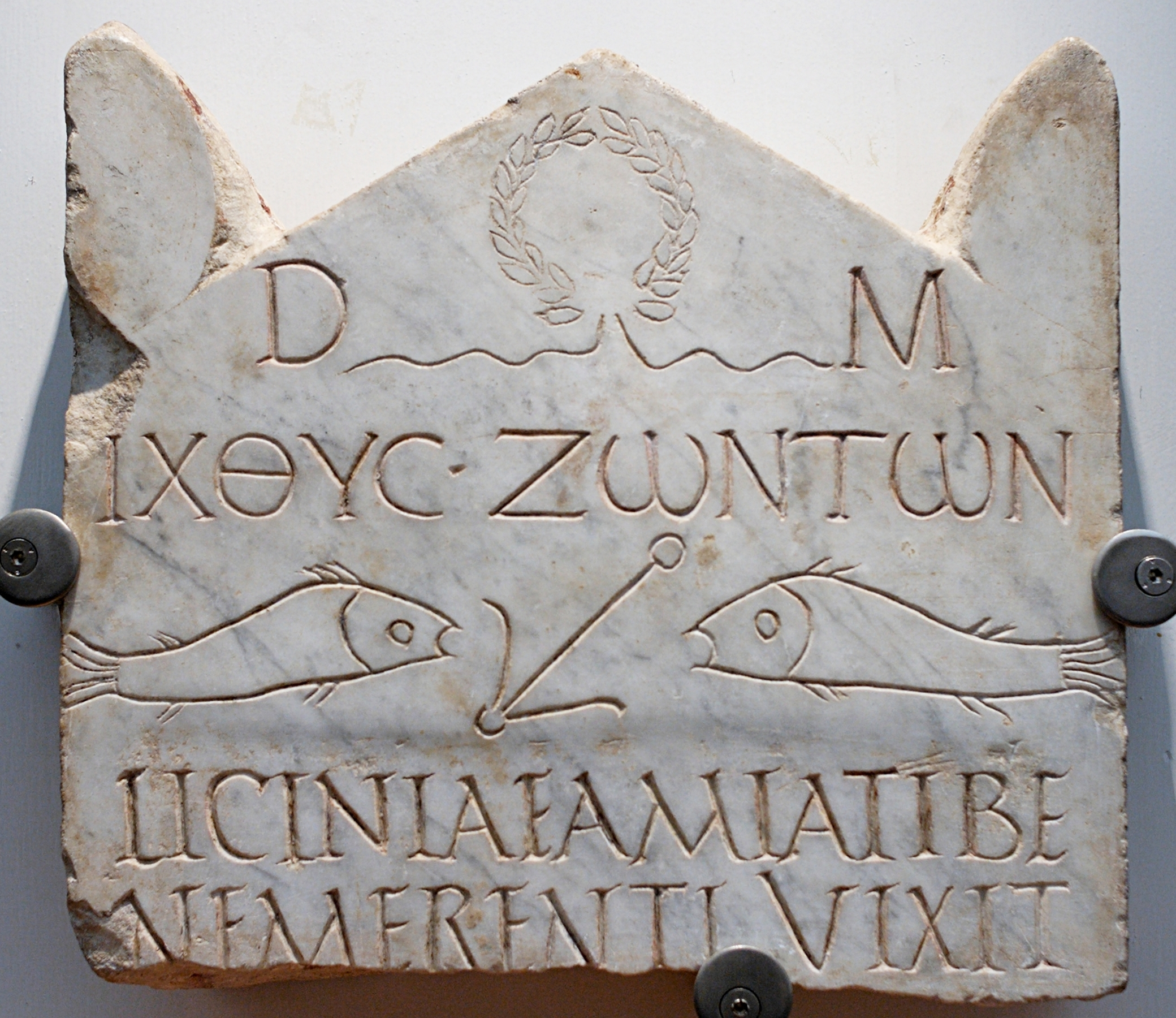
Esta estela funeraria del siglo se encuentra entre las inscripciones cristianas más antiguas, escritas simultáneamente en griego y latín. La abreviatura «DM» en la parte superior se refiere a los Di Manes, los tradicionales espíritus romanos de la muerte, pero va también acompañada del símbolo cristiano.

El rigor monoteísta del judaísmo planteó dificultades a la política de tolerancia religiosa romana. Cuando los conflictos políticos y religiosos se volvieron irreconciliables, surgieron varias revueltas entre judíos y romanos. El sitio de Jerusalén en el año 70 fue la causa del saqueo del templo de la ciudad y de la dispersión del poder político judío. El cristianismo surgió en la provincia de Judea en el siglo II como una secta religiosa judía, con el papa Lino en el año 76 jugando un papel importante en ese período. religión se expandió gradualmente a Jerusalén, inicialmente estableciendo importantes centros en Antioquía y Alejandría, y desde allí por todo el imperio. Las persecuciones oficiales fueron escasas y esporádicas y la mayoría de los martirios se produjeron por iniciativa de las autoridades locales.
A principios del siglo IV, Constantino I con el edicto de Milán legalizó el cristianismo, bautizándose poco antes de morir, convirtiéndose en el primer emperador cristiano, marcando el comienzo de una era de hegemonía cristiana. El emperador Juliano hizo un breve intento de revivir la religión tradicional a su manera, pero esto fue efímero. En el año 391, Teodosio I el Grande convirtió al cristianismo en la religión estatal del Imperio romano, excluyendo permanentemente a todas las demás. A partir del siglo II en adelante, los Padres de la Iglesia comenzaron a condenar las prácticas religiosas restantes, llamándolas colectivamente «paganas». Al mismo tiempo, los llamamientos a la tolerancia religiosa por parte de los tradicionalistas fueron rechazados y el monoteísmo cristiano se convirtió en una de las características del gobierno imperial. Todos los herejes y los no cristianos podían ser perseguidos o excluidos de la vida pública. Sin embargo, las prácticas cristianas han sido influenciadas por gran parte de la jerarquía religiosa romana y por muchos aspectos de los rituales romanos, y muchas de estas prácticas aún sobreviven a través de las fiestas y tradiciones cristianas locales.

## Cultura
La red de ciudades a lo largo del territorio imperial (colonias, municipios, o polis) fue un elemento de cohesión que fomentó la Pax Romana. Los romanos del Imperio temprano fueron alentados por la propaganda imperial a respetar y disfrutar de los valores del tiempo de paz. Incluso el polemista Tertuliano declaró que el sigloII fue más ordenado y culto que en épocas anteriores: «En todas partes hay casas, en todas partes hay gente, en todas partes hay res publica, causa del pueblo, hay vida en todas partes». Muchas de las características asociadas a la cultura imperial, como el culto público, los juegos y festividades, los concursos de artistas, oradores y deportistas, así como la gran mayoría de obras de arte y edificios públicos, fueron financiados por particulares, cuyos gastos del beneficio de la comunidad ayudó a justificar su poder económico y privilegios legales y provinciales. El declive de las ciudades y la vida cívica en el siglo IV, cuando las clases pudientes ya no podían financiar la obra pública, fue uno de los signos de la inminente disolución del imperio.

### La vida en las ciudades
En la Antigüedad clásica, las ciudades se consideraban territorios que fomentaban la civilización si estaban debidamente diseñadas, ordenadas y adornadas. La planificación de las ciudades romanas y el estilo de vida urbano fueron influenciados por la civilización griega de períodos anteriores. En la parte oriental del imperio, el dominio romano aceleró el desarrollo de ciudades que ya tenían un marcado carácter helenístico. Algunas ciudades, como Atenas, Afrodisias, Éfeso y Gerasa, modificaron algunos aspectos de la arquitectura y la planificación urbana de acuerdo con los cánones imperiales, al tiempo que expresaron su identidad individual y prominencia regional. En las partes más occidentales del imperio, habitadas por personas de lenguas celtas, Roma fomentó el desarrollo de centros urbanos planificados, equipados con templos, foros, fuentes monumentales y anfiteatros. Estas nuevas ciudades a menudo se diseñaron en las cercanías o en el sitio de asentamientos amurallados (opidos) preexistentes. La urbanización en el norte de África ha expandido las ciudades griegas y púnicas a lo largo de la costa.
Augusto llevó a cabo un vasto programa de construcción en Roma que sirvió de modelo para el resto de las ciudades del imperio, financiando obras de arte públicas que expresaban la nueva ideología imperial y reorganizando la ciudad en barrios (vicos ; vici) administrados a nivel local, con servicio de policía y bomberos. Uno de los focos de la arquitectura monumental fue el Campo de Marte, un espacio descubierto en los alrededores del centro que anteriormente estaba destinado a la práctica de deportes ecuestres y ejercicio físico para jóvenes. Allí se construyeron el Altar de la Paz (Ara Pacis) y el obelisco de Montecitorio, importados de Egipto, que formaban el puntero (gnomon) de un monumental reloj de sol. Dotado de jardines públicos, el Campo de Marte se ha convertido en uno de los principales atractivos de Roma.
Los romanos fueron pioneros en la ingeniería y construcción de sofisticadas infraestructuras como fontanería, acueductos, carreteras y puentes. Las obras se extendieron por todo el imperio, lo que fue posible en gran parte gracias a la extensa red de carreteras. Además del saneamiento ambiental, las infraestructuras incluyeron equipamientos como balnearios, foros, teatros, anfiteatros y monumentos. Los acueductos construidos en todo el imperio suministraban agua potable a granjas y ciudades. El caudal fue generalmente con superficie libre, presentando una pendiente mínima para que el agua pudiera fluir, y fueron construidos en mampostería. El cruce de valles se realizó sobre estructuras en arcada. Además de esto, contaron con la ayuda de bombas hidráulicas. Las aguas residuales se recogieron en una sofisticada red de alcantarillado, un ejemplo de lo cual es el Alcantarillado Máximo en Roma, una de las redes de alcantarillado más antiguas del mundo, construida en Roma a finales del siglo VI a. C., iniciada por Tarquínio Prisco, que aprovechó la experiencia desarrollada por ingeniería etrusca para drenar las aguas residuales en el río Tíber. El funcionamiento de la cloaca Máxima y otras redes de alcantarillado romanas, como la de Eboraco (actual York, Inglaterra) continuó durante bastante tiempo tras la caída del Imperio romano.

#### Viviendas

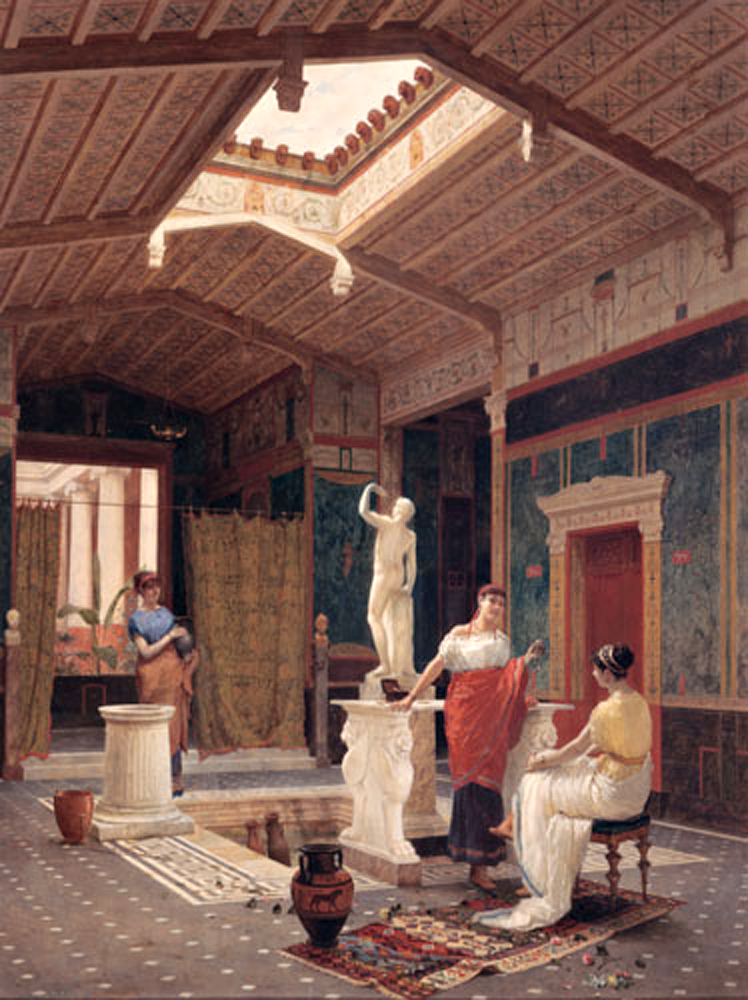
Reconstitución del interior de una domus en Pompeya. Los domus eran el hogar de familias adineradas, a menudo con interiores profusamente decorados

En la ciudad de Roma, la mayor parte de la población residía en edificios de apartamentos de varios pisos (insulas), que ofrecían muy poca seguridad contra incendios. Las instalaciones públicas, como los baños termales, las instalaciones sanitarias (latrinae) y las fuentes de agua potable, así como el entretenimiento de masas, estaban destinadas principalmente a la gente corriente que vivía en la ínsula.
Las familias ricas en Roma generalmente poseían dos o más viviendas: una vivienda urbana (domus) y al menos una casa de campo (vila) en la provincia. Domus era una casa unifamiliar privada que podía incluir spa privados. Aunque en algunos de los barrios de Roma había una gran concentración de viviendas adineradas, las clases altas no vivían en enclaves segregados y querían que sus hogares fueran visibles y accesibles para la población. El atrio era el espacio de recepción, en el que el cabeza de familia (pater familias) recibía clientes y visitas cada mañana, desde amigos igualmente ricos hasta dependientes necesitados que recibían limosna. También fue escenario de rituales religiosos familiares, en los que estaban presentes imágenes de sus antepasados y lares. Las viviendas urbanas se ubicaban generalmente en vías públicas muy transitadas, por lo que la planta baja que daba a la calle a menudo se alquilaba a tiendas (tabernas; tabernae). Además de un pequeño huerto, las domus generalmente tenían un jardín formal enmarcado por un peristilo.
Por otro lado, el pueblo correspondía a una evasión del bullicio urbano, retratado en la literatura como símbolo de un estilo de vida que equilibra el aprecio por el arte y la cultura con el aprecio por la naturaleza y el ciclo agrícola. Las aldeas estaban ubicadas generalmente en centros de producción agrícola o en regiones balnearias a lo largo de la costa. Idealmente, tendrían una vista sobre la región circundante, cuidadosamente enmarcada por el diseño arquitectónico. El interior de las viviendas a menudo estaba decorado con pinturas de jardines, fuentes, paisajes, motivos vegetales, y animales, en particular aves y especies marinas, que fueron retratados con tal precisión que los arqueólogos contemporáneos a veces logran identificar las especies.

#### Aguas termales

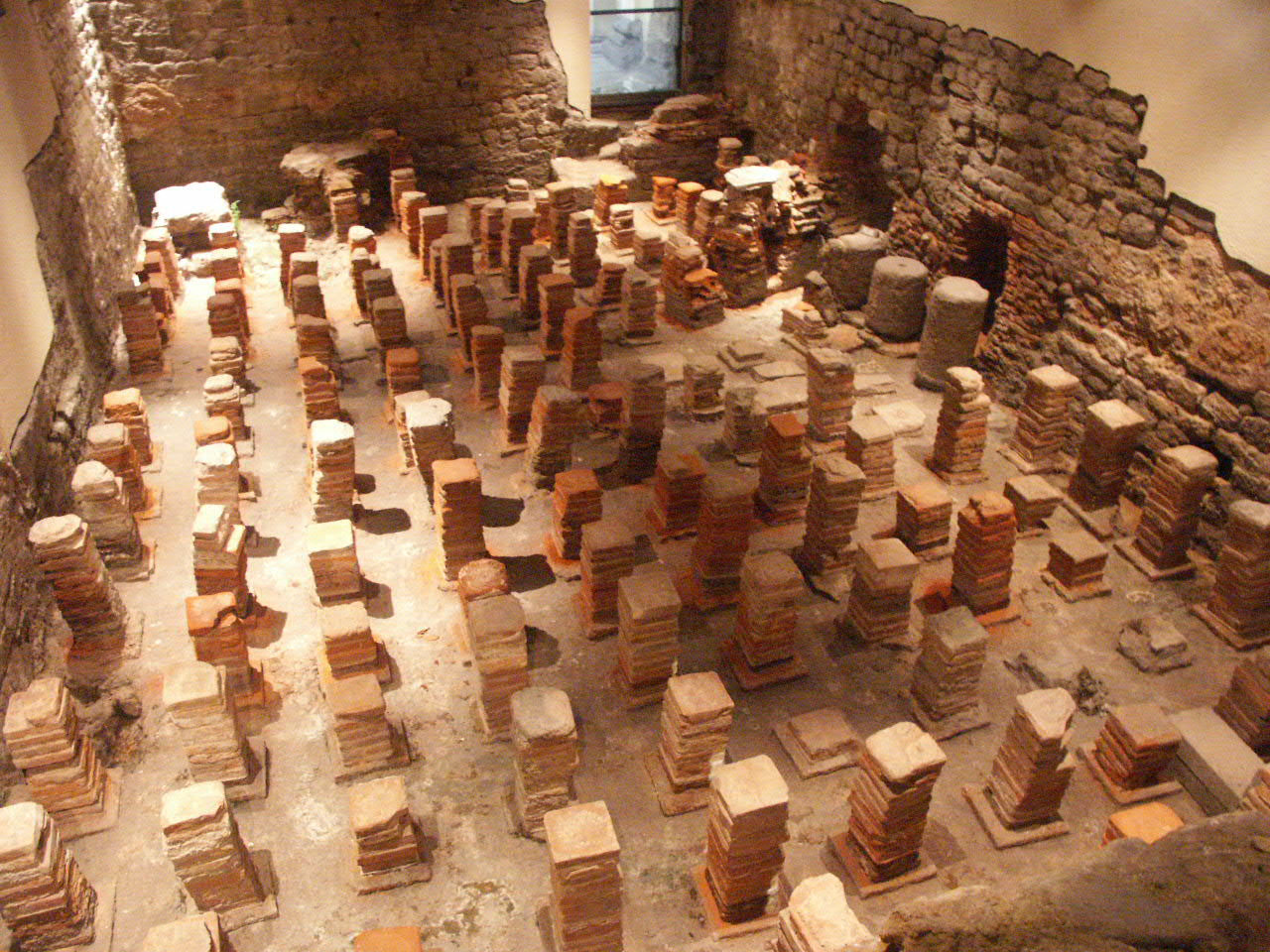
Las termas romanas fueron calentadas por un hipocausto, un sistema en el que el aire caliente circulaba entre pilares, calentando la piscina de arriba.

Los baños públicos tenían una función higiénica, social y cultural. Los baños públicos eran el centro de la socialización diaria después de la jornada laboral, por la noche antes de la cena, y estaban abiertos tanto para hombres como para mujeres. La tradición termal está relacionada con el culto de la diosa griega Hygia (o Salus, su equivalente romano) y Panacea, hijas de Esculapio, diosas de la salud y la limpieza, y con las recomendaciones de la medicina hipocrática. Los baños romanos más antiguos que se conocen datan del siglo V a. C. en Delos y Olímpia, aunque los más conocidos son las termas de Caracalla. El desarrollo de acueductos permitió la construcción generalizada en todo el territorio imperial de balnearios termales, grandes complejos termales públicos, y balnearios, pequeños balnearios, públicos o privados.
Las termas romanas contaban con servicios que aseguraban la higiene corporal y la hidroterapia. Las diferentes salas ofrecían baños comunitarios a tres temperaturas diferentes, que podían complementarse con diferentes servicios, como salas de ejercicios y entrenamiento, saunas, spas de exfoliación (en el que se masajeaba la piel con aceites y se usaba un strigil), área de juegos o una piscina al aire libre. Los baños termales se calentaron por hipocausto, el suelo se basó en conductos por los que circulaba aire caliente. Aunque algunos balnearios ofrecían instalaciones segregadas para hombres y mujeres, el baño desnudo mixto entre los sexos era relativamente común. Los baños públicos formaron parte de la cultura urbana en todas las provincias, aunque a partir de finales del IV, los baños comunitarios comenzaron a dar paso a los baños privados. Se aconsejó a los cristianos que asistieran a los baños por razones de higiene y salud, y no por placer, aunque también se les aconsejó no asistir a los juegos públicos, que formaban parte de las fiestas religiosas que consideraban «paganas».

### Educación

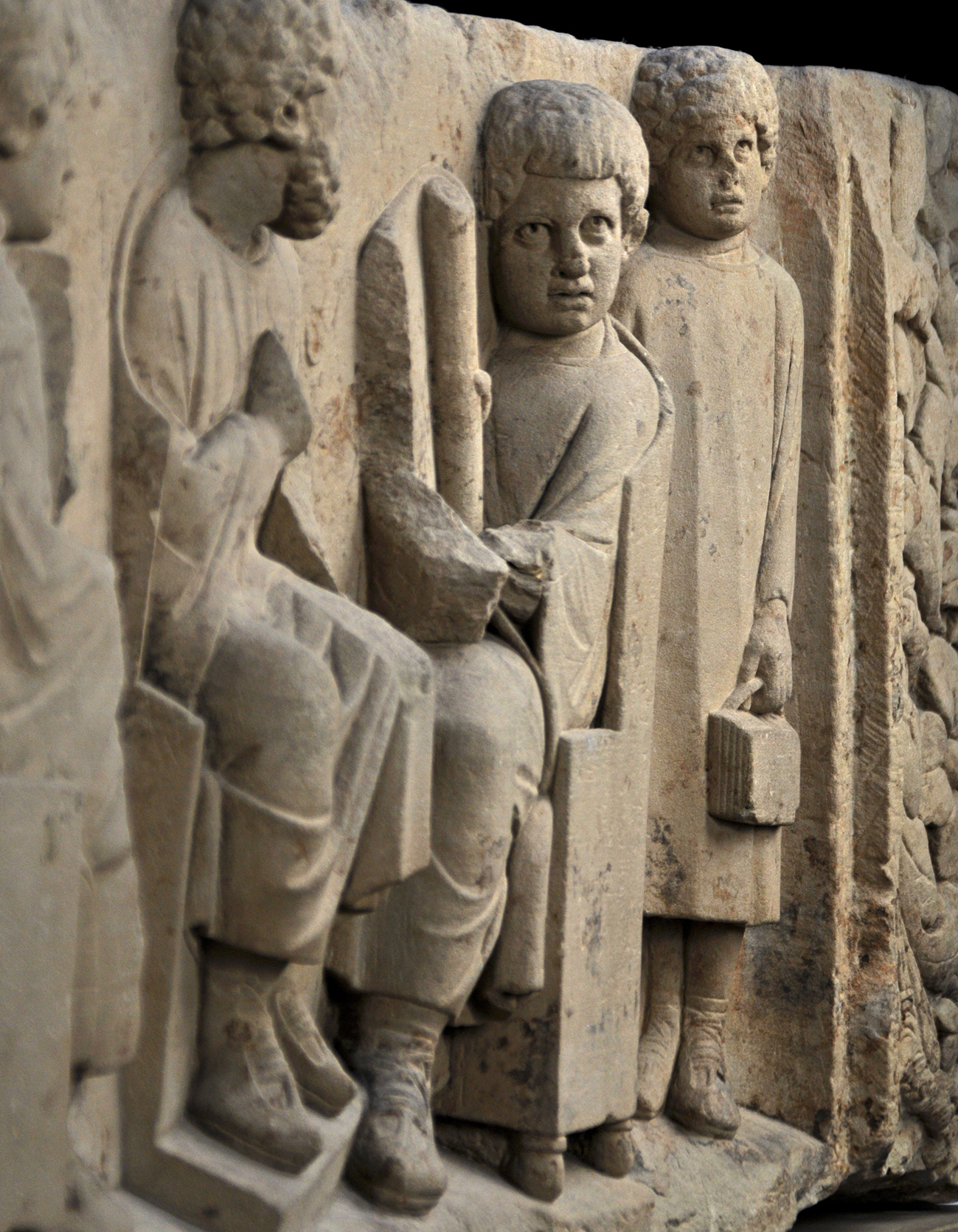
Una maestra con dos alumnos y un tercero, de pie, sosteniendo una flor de loto, una maleta en la que se guardaban los bolígrafos, un tintero y una esponja para corregir errores.

La educación romana tradicional era moral y práctica. Las historias enfocadas en grandes personalidades tenían la intención de inculcar en los jóvenes los valores romanos (mores maiorum). Se esperaba que los padres y la familia actuaran como modelo de comportamiento y que los padres con una profesión transmitieran este conocimiento a sus hijos, que luego podrían convertirse en aprendices. Las élites urbanas de todo el imperio compartían una cultura literaria imbuida de los ideales educativos griegos (paideia). Muchas ciudades griegas financiaron escuelas superiores y, además de alfabetización y aritmética, el plan de estudios también incluía música y deportes. Atenas, donde yacían las escuelas de retórica y filosofía más renombradas del imperio, fue el destino de muchos jóvenes romanos. Por regla general, todas las hijas de miembros de órdenes ecuestres y senatoriales recibían instrucción. El nivel de calificación variaba, desde aristócratas educados hasta mujeres capacitadas para ser calígrafas o escribas. La poesía augustiniana alaba el ideal de la mujer culta, independiente y versada en el arte, y una mujer con altas calificaciones representaba un activo para cualquier familia que tuviera ambiciones sociales.

#### Enseñanza
La educación formal era accesible solo para las familias que podían pagarla. Los niños más privilegiados podían tomar clases en casa con un tutor privado. Los niños más pequeños eran enseñados por un pedagogo, generalmente un esclavo o ex esclavo griego. El pedagogo era responsable de la seguridad de los niños, les enseñaba autodisciplina y nociones de comportamiento en público y les impartía clases de lectura, escritura y aritmética. Los niños restantes asistieron a una escuela privada dirigida por un maestro (ludi magister), financiada a través de mensualidades de los distintos padres. El número de escuelas aumentó gradualmente durante el imperio, creando más y mejores oportunidades educativas. Las clases podrían celebrarse regularmente en su propio espacio alquilado o en cualquier espacio público disponible, incluso en el extranjero. Se impartía educación primaria a niños de entre 7 y 12 años y las clases no estaban separadas por años ni sexos.
A la edad de 14 años, los hombres de las clases más adineradas realizaban el ritual de paso a la edad adulta. A partir de esa edad, comienzan a recibir formación para llegar a ocupar un posible cargo de liderazgo político, religioso o militar, formación que suele ser impartida por un miembro mayor o amigo de la familia. La educación secundaria fue impartida por gramáticos (grammatici) o rectores (retórica). Los gramáticos enseñaron principalmente literatura griega y latina, complementada con lecciones de historia, geografía, filosofía y matemáticas. Después del reinado de Augusto, los autores latinos también se convirtieron en parte del plan de estudios. El rector era profesor de oratoria y retórica. El arte de «hablar bien» (ars dicendi) era muy valorado como indicador de superioridad social e intelectual, y la elocuencia (eloquentia) se consideraba el elemento agregador de cualquier sociedad civilizada. La educación superior brindó oportunidades para el avance profesional, especialmente para los miembros de la orden ecuestre. Se consideraba que la elocuencia y la cultura eran características fundamentales de los hombres cultos y dignas de recompensa.

#### Literatura

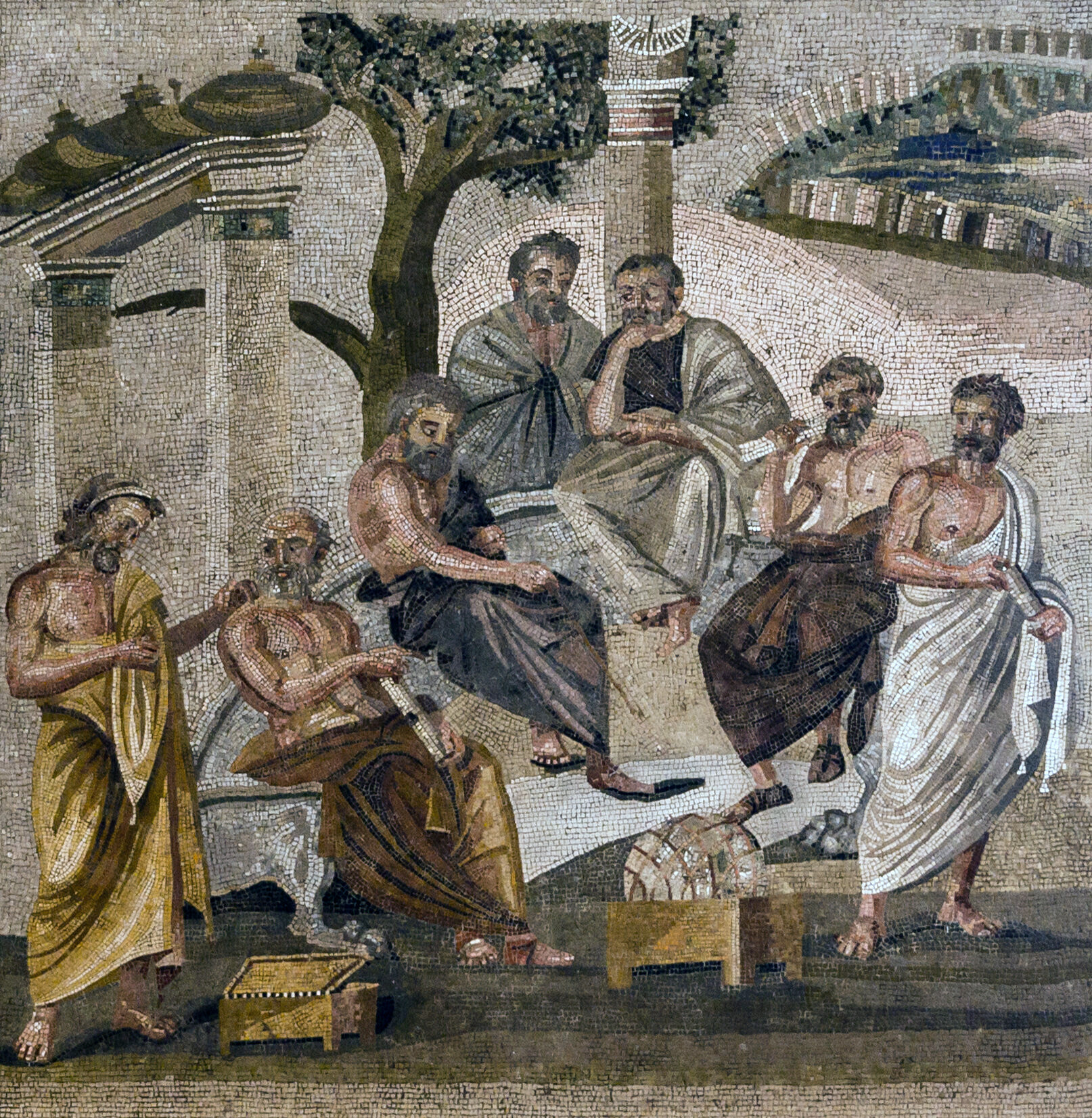
Mosaico de Pompeya que representa a la Academia de Platón. Fue en Atenas donde se fundaron las escuelas de retórica y filosofía más renombradas del imperio.

En latín, analfabeto (illiteratus) podría significar tanto una persona que no podía leer o escribir como una sin conocimiento cultural o sofisticación. Las estimaciones apuntan a una tasa de alfabetización promedio en el imperio de entre el 5 y el 30% o más, según la definición de alfabetización. La obsesión romana por los documentos y las inscripciones públicas es un indicador del valor que la escritura tenía en la sociedad. La burocracia romana dependía de la capacidad de leer y escribir y tanto las leyes como los avisos se publicaban en lugares públicos. El gobierno puso a disposición de los escribas romanos analfabetos (scriba) capaces de leer o escribir documentos oficiales. La administración militar produjo una cantidad notable de registros e informes escritos, y la alfabetización entre el ejército era bastante alta. Cualquier forma de comercio también requería un mínimo de conocimientos de cálculo matemático. También hubo un número notable de esclavos educados, algunos bastante alfabetizados.
Entre los siglos I y III hubo un aumento significativo de las audiencias literarias y, aunque siguió siendo una minoría entre la población, ya no se restringió a una élite sofisticada. Esto condujo al surgimiento de la literatura de consumo, orientada al entretenimiento de las masas y reflejo de la movilidad social existente en el período imperial. Los libros ilustrados, incluidos los eróticos, fueron muy populares. Las obras literarias se leían a menudo en cenas o entre grupos de lectura. Sin embargo, la alfabetización disminuyó abruptamente desde la crisis del siglo III. Durante los siglos V y VI, la capacidad de leer se hizo cada vez más escasa, incluso entre quienes formaban parte de la jerarquía de la Iglesia.

### Recreación y espectáculos
Durante el gobierno de Augusto, los espectáculos públicos se celebraban 77 días al año, cifra que para el reinado de Marco Aurelio era de 135. Uno de los principales eventos de las fiestas religiosas romanas era la realización de juegos (ludi, origen del término «lúdico»), especialmente carreras de caballos y carros. En plural, ludi casi siempre se refiere a juegos con espectadores a gran escala. El singular latín ludus («juego, deporte, entrenamiento») tenía una amplia gama de significados, desde juegos de palabras, representaciones teatrales, juegos de mesa, escuela primaria e incluso escuelas de entrenamiento de gladiadores, como el Ludus Magnus, el más grande de estos campamentos en Roma.

#### Juegos de arena

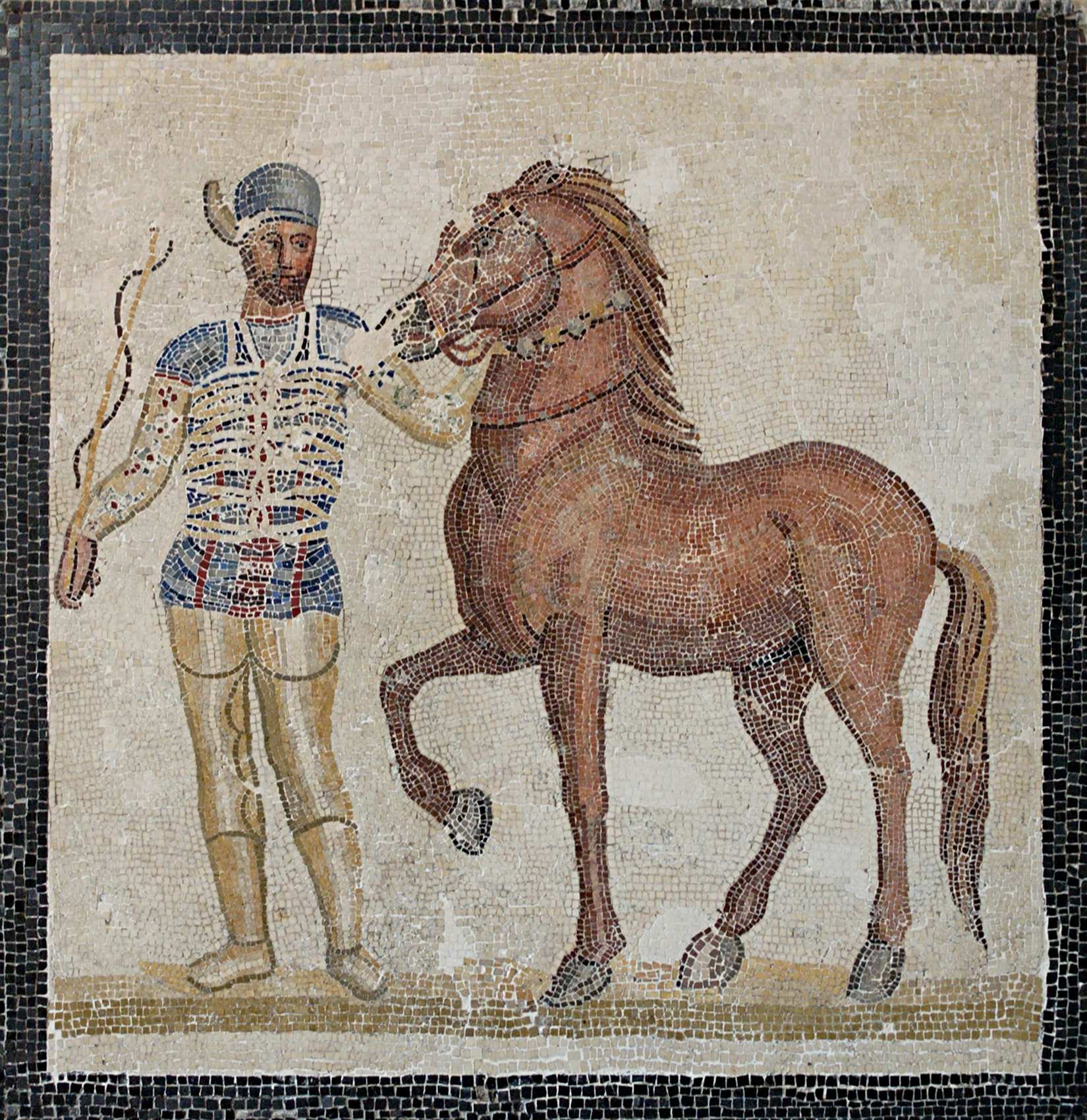
Las carreras de carros eran uno de los deportes de arena más populares del circo romano. Los equipos se diferenciaron por colores, siendo el azul (imagen) y el verde los más populares. También se llevaron a cabo montajes de cacerías, competencias atléticas, recreaciones históricas y batallas de gladiadores.

Los juegos de circo (ludi circensis) se llevaron a cabo en estructuras inspiradas en los hipódromos griegos. Los circos eran la estructura de construcción regular más grande del mundo romano. Los juegos fueron precedidos por un desfile muy elaborado, el pompa circense. Los eventos de competencia también se llevaron a cabo en lugares más pequeños, como anfiteatros y estadios. Entre las modalidades deportivas, inspiradas en los modelos griegos, estaban el estadio (carrera), el boxeo, la lucha libre y el pancracio. Hubo varias modalidades que se llevaron a cabo en sus propias piscinas, como la naumaquia y una modalidad de ballet acuático. Los eventos teatrales (ludi scaenici) tenían lugar en las escalinatas de los templos, en los grandes teatros de piedra o en los pequeños teatros llamados odeónes. Si bien los juegos se originaron como celebraciones religiosas, con el tiempo su significado religioso terminó siendo perdiéndose en favor a su valor recreativo. El mecenazgo de los eventos y espectáculos en las arenas estuvo a cargo de las élites locales. A pesar de los elevados costes económicos, su organización fue fuente de prestigio y estatus social.
El Circo Máximo fue el estadio más grande de toda Roma, con una audiencia de alrededor de 150 000 espectadores. Inaugurado en el año 80, el Coliseo se convirtió en un escenario habitual para los deportes violentos en la ciudad, con más de 50 000 asientos y más de 10 000 pie. La distribución física del anfiteatro representaba a la jerarquía de la sociedad romana: el emperador presidía su opulento púlpito; los senadores y los oficiales militares de alto rango tenían los mejores asientos reservados; las mujeres se sentaron protegidas de la acción; los esclavos se sentaron en los peores lugares y el resto se sentaron donde había un lugar entre los dos grupos. La multitud podía exigir un resultado silbando o aplaudiendo, aunque era el emperador quien tenía la última palabra. Los espectáculos podrían convertirse rápidamente en sitios de protestas políticas y sociales, por lo que los emperadores a menudo recurrieron a la fuerza para dominar a la población. Uno de los casos más notables fueron los Disturbios de Niká del 532, que terminaron con la intervención del ejército de Justiniano I y la masacre de miles de ciudadanos.
La competición era peligrosa, pero los conductores estaban entre los atletas más famosos y premiados de la Antigüedad. Una de las estrellas del deporte fue Cayo Apuleyo Diocles de Lusitania (actual Portugal), quien condujo carros durante 24 años y acumuló ganancias de 35 millones de sestercios. Los caballos también eran bastante populares, celebrados en el arte y recordados en inscripciones, a menudo por su nombre. El diseño de los circos romanos evolucionó para asegurar que ninguno de los equipos tuviera ninguna ventaja y para minimizar el número de colisiones, aunque estas continuaron siendo frecuentes, para el deleite de la multitud. Las carreras estaban envueltas en un aura de misterio debido a su asociación con los rituales ctónicos: las imágenes de circo se consideraban protectoras o de buena suerte, y los conductores a menudo eran sospechosos de brujería. Las carreras de carros continuaron durante el período bizantino, todavía con patrocinio imperial, aunque el declive de las ciudades en los siglos VI y V precipitó su desaparición.

#### Lucha de gladiadores

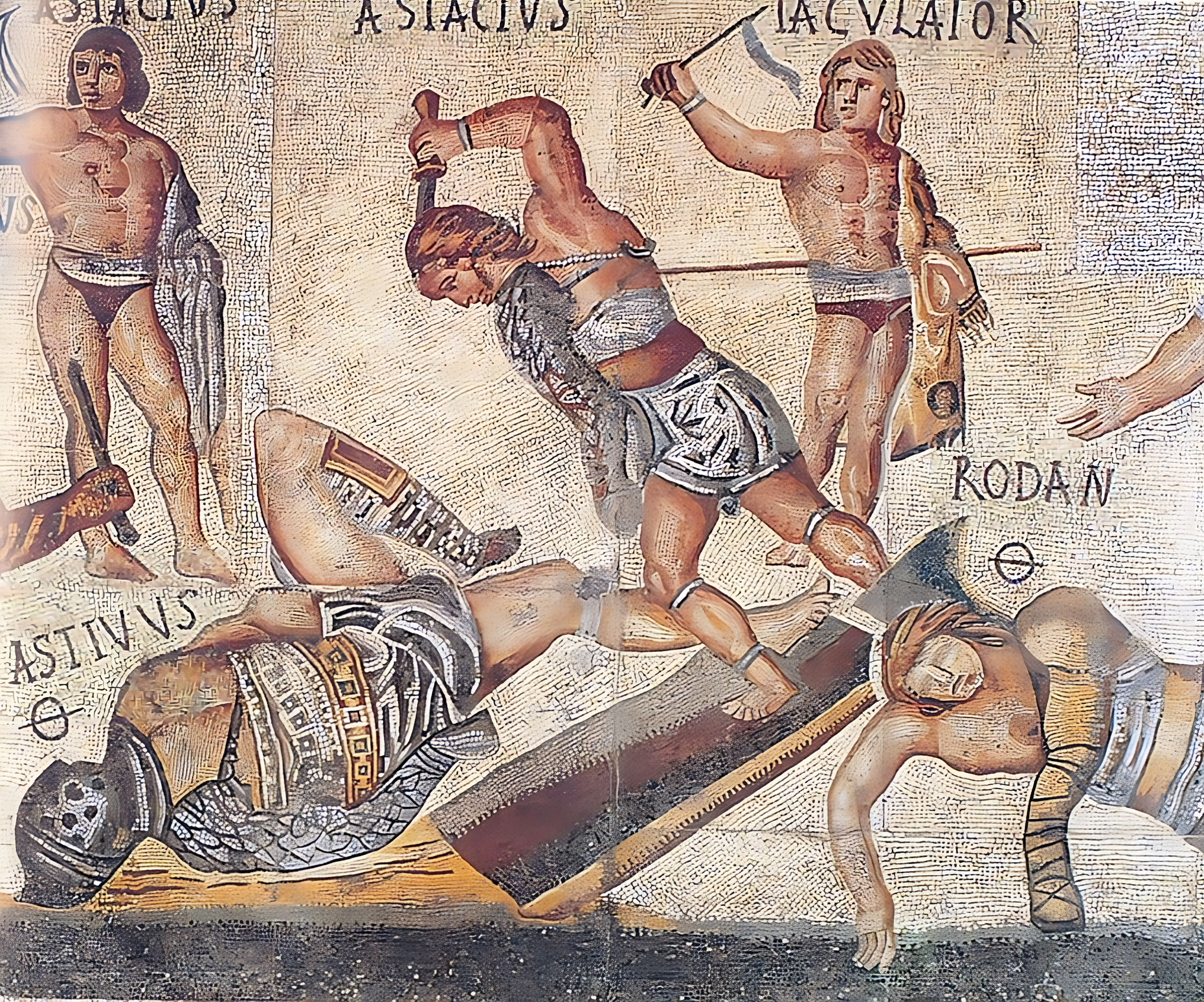
Mosaico del Gladiador, Galleria Borghese, Roma (siglo)

Las competiciones entre gladiadores tenían sus orígenes en los juegos fúnebres y de sacrificios antiguos, en los que se seleccionaban prisioneros de guerra que se veían obligados a luchar entre ellos para expiar la muerte de los nobles romanos. Algunos de los primeros estilos de lucha de gladiadores tenían denominaciones étnicas como thraex, por dar un ejemplo. Se consideró que las peleas por etapas eran un munus (servicios, ofertas, mejoras) e inicialmente eran distintas de los juegos del festival. Durante sus cuarenta años de reinado, Augusto financió ocho espectáculos de gladiadores, en los que lucharon un total de diez mil hombres, y 26 espectáculos de caza, que resultaron en la muerte de 3 500 animales. Para marcar la apertura del Coliseo, el emperador Tito ofreció 100 días de eventos en la arena, durante los cuales 3 000 gladiadores compitieron en un solo día. La fascinación romana por los gladiadores se puede ver en la forma en que a menudo se representan en mosaicos, murales y utensilios como lámparas.
Los gladiadores romanos eran luchadores entrenados y podían ser esclavos, condenados o simplemente voluntarios. En este tipo de combates no era necesario, ni siquiera deseable, que el oponente muriera. Los gladiadores eran luchadores con extrema habilidad, cuyo entrenamiento representaba una costosa inversión de tiempo y dinero. Por otro lado, los noxii eran condenados a pelear en la arena con poco o ningún entrenamiento, a menudo desarmados y sin ninguna expectativa de supervivencia. El sufrimiento físico y la humillación fueron considerados justicia compensatoria por los delitos cometidos. Estas ejecuciones a veces se organizaban como recreaciones mitológicas y anfiteatros equipados con artificios escénicos para crear efectos especiales. Tertuliano consideraba que las muertes en la arena no eran más que una forma encubierta de sacrificio humano.
Los historiadores contemporáneos concluyen que el placer de los romanos por el «teatro de la vida y la muerte» es una de las perspectivas más difíciles de explicar y comprender en esta civilización. Plinio el Joven argumentó que los espectáculos de gladiadores eran beneficiosos para la gente y una forma de inspirarlos a despreciar la muerte al manifestar su amor por la gloria y el deseo de victoria, incluso en el cuerpo de esclavos y criminales. Algunos romanos como Séneca criticaron estos espectáculos brutales, aunque vieron virtud en el coraje y la dignidad del luchador derrotado, y no en el victorioso, actitud que encuentra su máxima expresión en la cristianos martirizados en la arena. Sin embargo, la propia literatura sobre los mártires ofrece descripciones detalladas y lujosas del sufrimiento corporal, convirtiéndose en un género popular a veces indistinguible de la ficción.

#### Deporte y juegos
Las actividades más practicadas entre niños y jóvenes incluyeron el aro y las matatenas. Los sarcófagos de los niños a menudo los representaban jugando. Las niñas jugaban con muñecas, generalmente de 15 a 16 cm de largo y fabricado en madera, terracota, hueso o marfil. Entre los juegos de pelota, el trigon era uno de los favoritos, lo que requería destreza, junto con harpastum, un deporte más violento. En los monumentos y la literatura infantil, la alusión a las mascotas era muy común, incluidos pájaros, gatos, cabras, ovejas, conejos y gansos. Después de la adolescencia, gran parte del ejercicio físico de los hombres era de carácter militar. El Campo de Marte fue originalmente un campo de entrenamiento donde los jóvenes podían perfeccionar sus técnicas de guerra y caballería. La caza también se consideraba un pasatiempo apropiado. Según Plutarco, los romanos conservadores desaprobaban el atletismo al estilo griego que promovía la perfección del cuerpo de forma gratuita, condenando la promoción de Nerón de la gimnasia al estilo griego. Algunas mujeres se entrenaron en gimnasia y danza. El famoso mosaico «chicas en bikini» muestra a jóvenes en posturas que se pueden comparar con la gimnasia rítmica.
Los juegos de mesa entre dos oponentes fueron jugados por personas de todas las edades. Entre los más populares estaban el ludus latrunculorum, un juego de estrategia en el que los oponentes coordinaban jugadas y capturaban varias piezas, y el ludus duodecim scriptorum (de doce puntos), jugado con dados para organizar las piezas en una cuadrícula de letras o palabras. También era común un juego de dados que pudo ser similar al backgammon.

### Alimentación

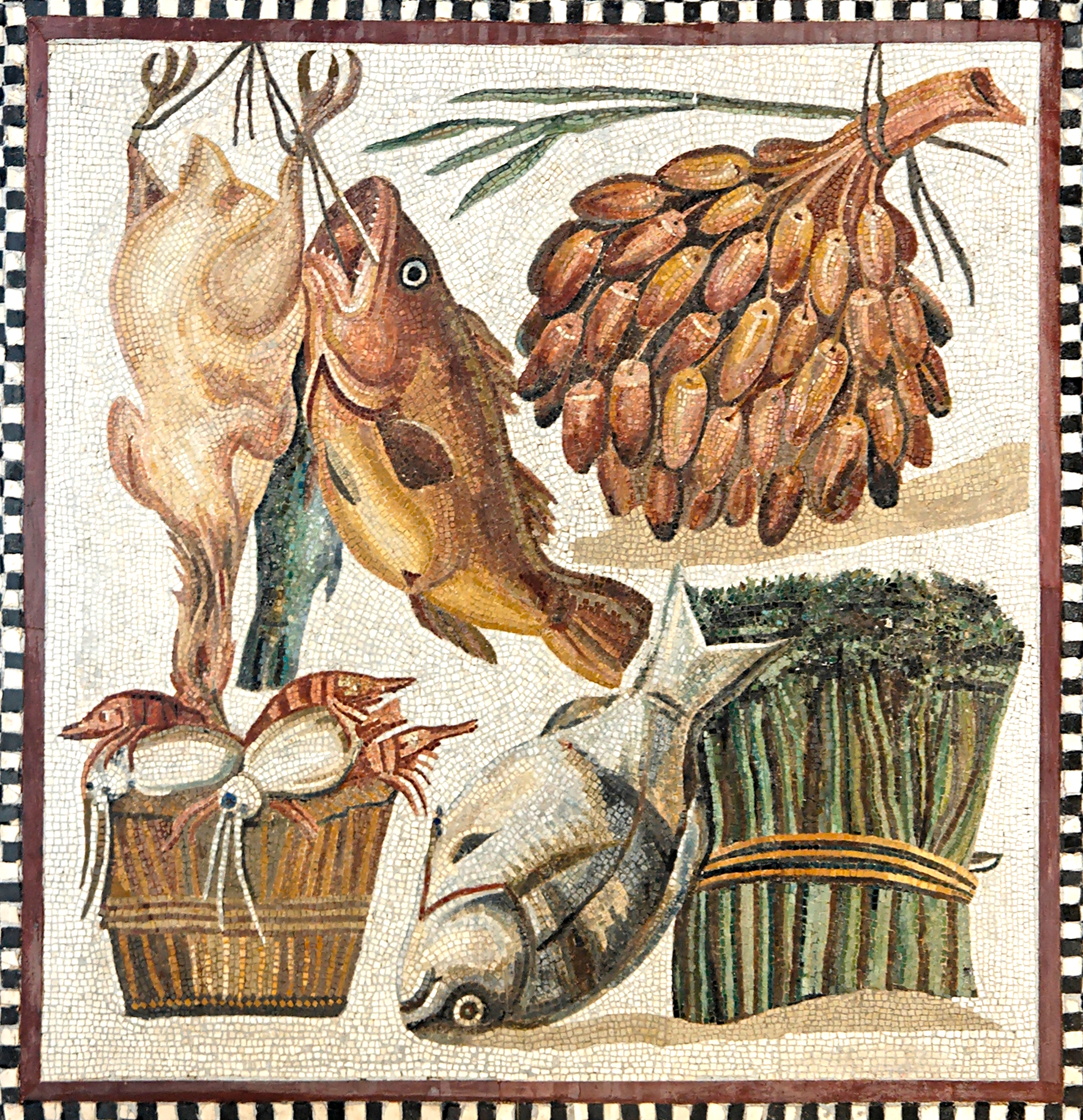
Pescados y verduras en un mosaico de una villa cerca de Roma, actualmente en los Museos Vaticanos.

La mayoría de los apartamentos en Roma carecían de cocina, aunque se usaban estufas con frecuencia. Tabernas, bares, posadas y termopolios vendían comidas preparadas, aunque comer allí o llevarse la comida a casa era algo común solo entre las clases bajas. Las clases más pudientes preferían las comidas reservadas en su propia residencia, que generalmente contaba con un cocinero y ayudantes de cocina, o en banquetes organizados en clubes privados.
La mayor parte de la población obtenía el 70% de la ingesta diaria en calorías comiendo cereales y verduras. Una de las principales preparaciones romanas era el puls, una papilla a base de verduras en rodajas, trozos de carne, queso o hierbas aromáticas, con el que se podían hacer platos similares a la polenta o al risotto. La población urbana y el ejército prefirieron consumir cereales convertidos en pan. Normalmente, la molienda y la cocción se realizaban en la misma tienda. Durante el reinado de Aureliano, el estado comenzó a distribuir a los ciudadanos de Roma la annona, una ración diaria de pan, aceite, vino y cerdo.

### Vestuarios
En una sociedad tan consciente del estatus social como la romana, la ropa y los accesorios personales ofrecían una indicación inmediata de la etiqueta de una persona. Vestirse correctamente era considerado como el reflejo de una sociedad ordenada. La toga era la vestimenta nacional característica del hombre romano, aunque era pesada y poco práctica, y se usaba principalmente para tratar asuntos políticos, rituales religiosos y presencia en las cortes. Contrariamente a la noción popular, la vestimenta informal de los romanos podía ser oscura o colorida, y el conjunto más común entre los hombres durante la vida cotidiana sería una túnica, capa y pantalón en algunas regiones. Es difícil estudiar la forma en que vestían los romanos en la vida cotidiana debido a la falta de evidencia directa, ya que el retrato suele presentar al personaje con vestimentas simbólicas y las telas sobrevivientes de este período son raras.

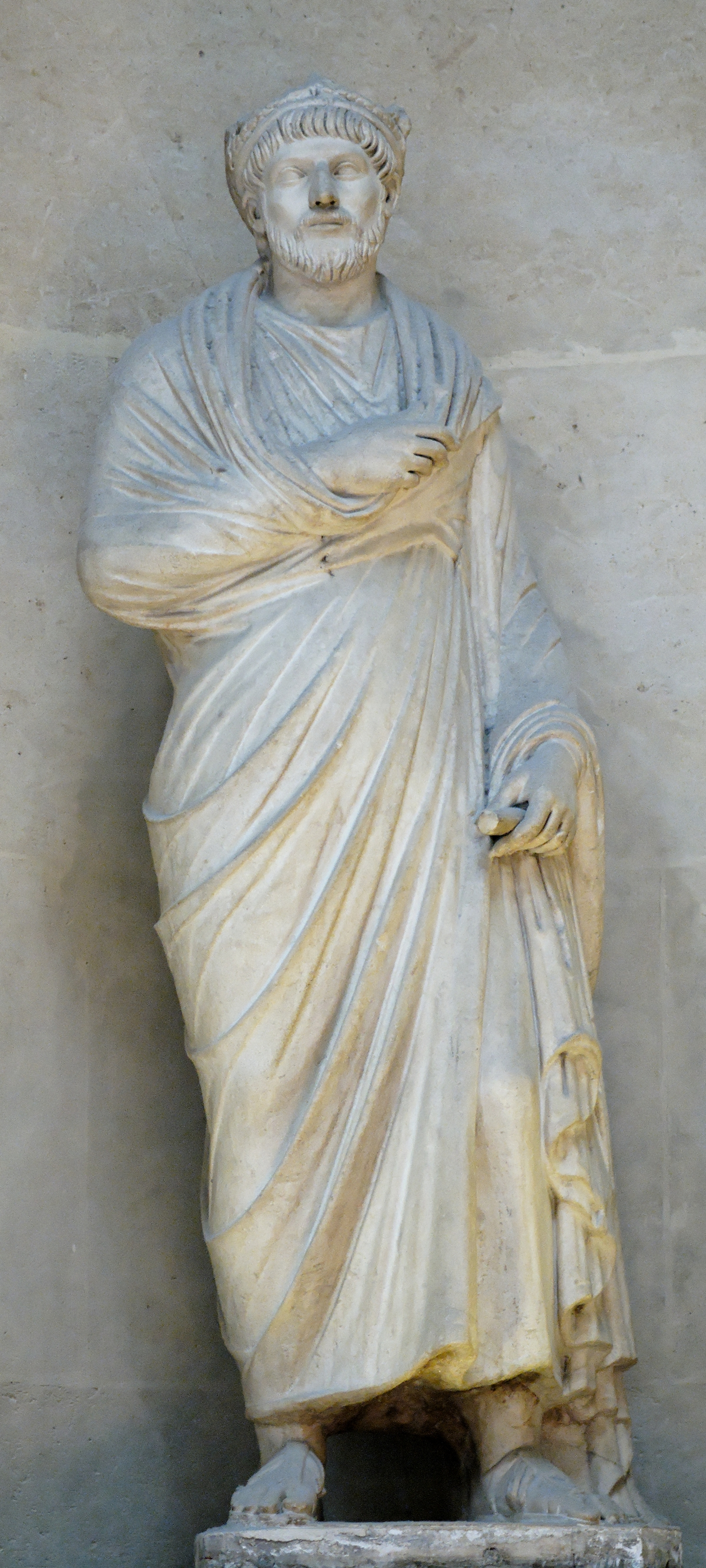
Una toga imperial, vestida por un dosel, vestido por un Serapis sacerdote, a veces identificado como el emperador Juliano.

La prenda básica para todos los romanos, independientemente de su género o condición social, era una simple túnica con mangas. La longitud se diferenciaba según el usuario: los masculinos alcanzaban la mitad de la altura entre la rodilla y el tobillo, aunque los de los soldados eran más cortos; las mujeres tenían sus túnicas hasta el tobillo y las niñas hasta la rodilla. Las túnicas para pobres y esclavos eran de lana cardada y la longitud se determinaba según el tipo de trabajo realizado. Las mejores túnicas estaban hechas de lana o lino procesados. Un hombre que pertenecía a una orden senatorial o ecuestre vestía una túnica púrpura con dos cintas (clavi), y cuanto mayor era la dimensión, mayor era el estatus del portador.
La toga imperial estaba hecha de lana blanca y, debido a su peso, no era posible vestirla adecuadamente sin ayuda. En su trabajo sobre oratoria, Quintiliano describe en detalle cómo un orador público debe orquestar sus gestos en relación con su túnica. En la técnica, la toga se muestra con la punta más larga colgando entre los pies, un pliegue curvo en la parte delantera y una solapa que sobresale en el medio. A lo largo de los siglos, las cortinas se volvieron más intrincadas y estructuradas, y al final del imperio, la tela formó un pliegue firme alrededor del pecho. La toga praetexta, con una franja violeta que representaba la inviolabilidad, fue utilizada por niños hasta los diez años y por los magistrados ejecutivos y por los sacerdotes del Estado. Solo al emperador se le permitió usar una toga totalmente púrpura (picga toga).
En el siglo II, los emperadores y hombres de estatus a menudo se representaban con el palio, una capa de origen griego doblada alrededor del cuerpo, que ocasionalmente también se representaba en mujeres. Tertuliano consideraba el dosel una prenda adecuada para los cristianos, a diferencia de la toga, y también para las personas alfabetizadas, debido a su asociación con los filósofos. A mediados del siglo IV, la toga fue prácticamente reemplazada por el palio como prenda simbólica de la unión social.
La moda y el estilo de la ropa romana cambió con el paso del tiempo. Durante el Dominado, la ropa de los soldados y burócratas de la administración se volvió cada vez más decorada, con rayas de tela bordadas y emblemas circulares aplicados a túnicas. Estos elementos decorativos generalmente consistían en patrones geométricos, motivos vegetales estilizados y, en algunos casos, figuras animales o humanas. El uso de la seda hizo cada vez más común, y las túnicas de seda eran comunes entre los cortesanos de finales del Imperio. La militarización de la sociedad romana y el declive de la vida cultural urbana se reflejaron en los hábitos de vestir; además del abandono de la toga, el uso de correas de estilo militar terminó volviéndose común entre los funcionarios públicos.

### Sexualidad

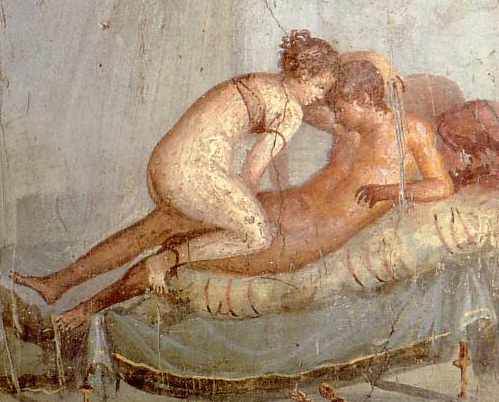
Los temas eróticos eran bastante comunes en el arte y la decoración de los domus, como en este fresco de la Casa del Centenario, en Pompeya.

La idea del libertinaje sexual desenfrenado en el Imperio romano es esencialmente una interpretación cristiana posterior. En realidad, el sexo en el mundo grecorromano se regía por la sobriedad y el arte de gestionar el placer sexual. La sexualidad era uno de los temas del mos maiorum, el conjunto de normas sociales que guiaban la vida pública, privada y militar, y la conducta sexual estaba moderada por las nociones de pudor y vergüenza. Los censores romanos, magistrados que determinaban la clase social de cada persona, tenían el poder de quitar la ciudadanía a los hombres del orden ecuestre o senatorial que participaban en conducta sexual inapropiada. La legislación moral introducida durante el reinado de Augusto intentó regular la conducta de la mujer como una forma de promover los valores familiares. El adulterio, que durante la república había sido un asunto privado, fue tipificado como delito y definido como un acto sexual ilícito (stuprum) que se produce entre un hombre y una mujer casada.
La sociedad romana era patriarcal. La masculinidad se asoció con el ideal de virtud (virtus) y autodisciplina, mientras que la corresponsal femenina fue la modestia (puductia). La religión romana promovía la sexualidad como signo de prosperidad, con prácticas religiosas o comunes para fortalecer la vida erótica o la salud reproductiva. La prostitución era legal, pública y bastante común en las ciudades. Las pinturas o mosaicos pornográficos eran piezas destacadas entre las colecciones de arte, incluso en las casas más pudientes y respetables. La homosexualidad no era reprobable y se consideraba natural que los hombres se sintieran atraídos por adolescentes de ambos sexos, siempre que pertenecieran a un estatus social inferior. Sin embargo, la hipersexualidad era censurable tanto en hombres como en mujeres.

## Arte

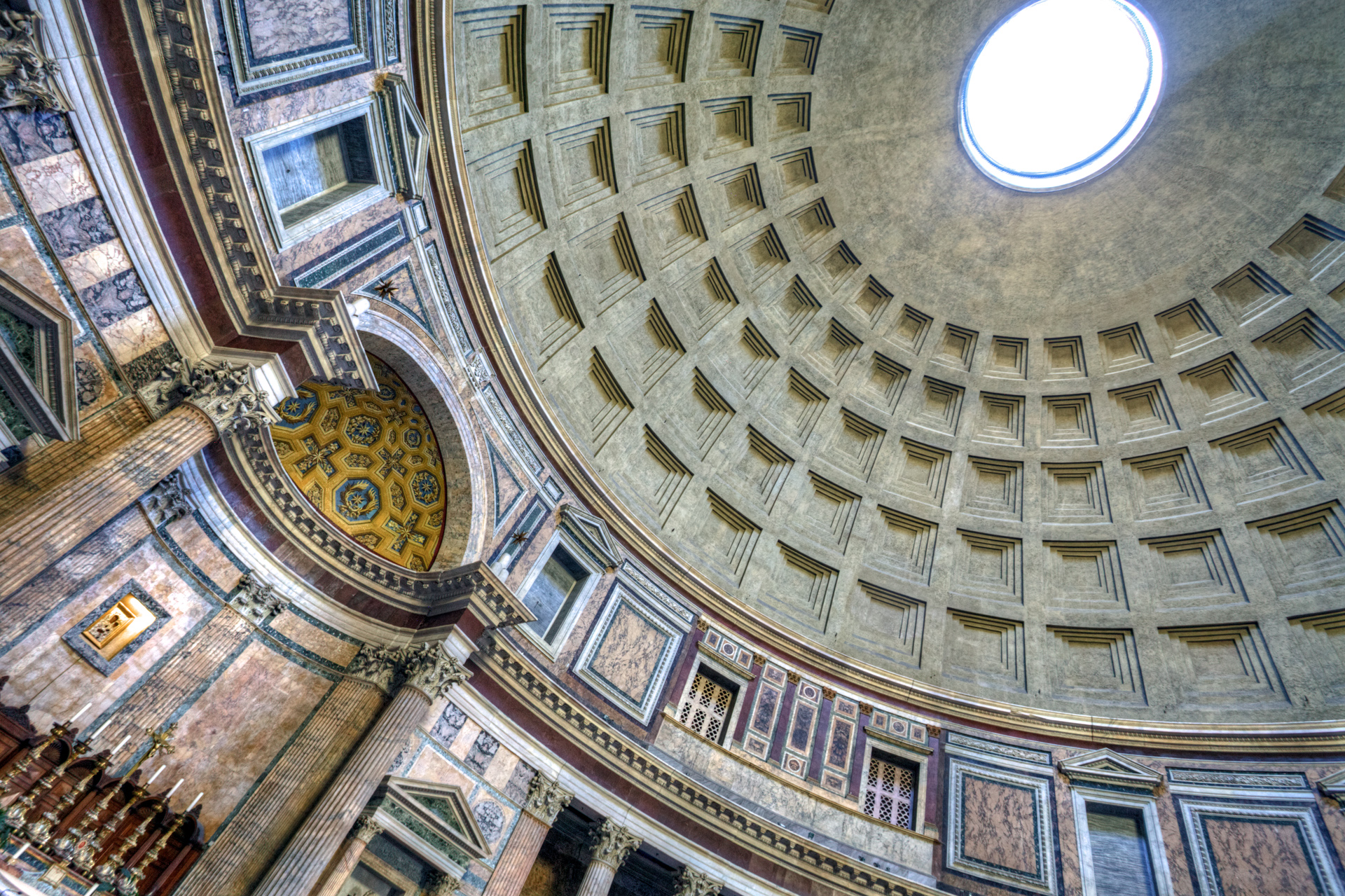
Cúpula del Panteón de Agripa, la cúpula de hormigón sin armar más grande del mundo. La invención del opus caementicium permitió a los romanos introducir arcos, bóvedas y cúpulas de dimensiones sin precedentes y de gran durabilidad.

Roma construyó una sociedad que daba gran importancia a las artes en sus más variadas manifestaciones. Además de jugar un papel decorativo, las artes también tenían un papel educativo y socializador en un contexto donde una gran parte de la población era analfabeta o con poco acceso a la literatura más sofisticada. El arte consagró ideologías, narró hechos históricos, integró festividades cívicas y rituales religiosos y glorificó a personajes eminentes, actuando de hecho como una lengua franca a la que tenía acceso toda la población. El arte romano se desarrolló inicialmente a partir de la tradición etrusca y posteriormente absorbió las referencias de la cultura griega, haciendo de su arte en gran medida una extensión y variación de esta, y convirtiendo a los romanos en el principales preservadores del legado artístico griego para la posteridad.
Si bien los romanos adaptaron diversos modelos extranjeros, especialmente provenientes de Grecia, estos fueron capaces de desarrollar una tradición que al final del período republicano y durante todo el período imperial adquirió características innovadoras y originales, ganando una significativa independencia de la herencia recibida y formando una identidad propia. Aun así, en el Imperio hubo varias fases de oscilación entre tendencias más helenísticas e imitativas y otras más progresistas y creativas. Esto, sumado a las múltiples variaciones regionales, la incorporación de influencias orientales, los importantes cambios surgidos de la cristianización y el fuerte y permanente amor romano por el eclecticismo, hacen del arte de la Roma imperial un complejo mosaico de tendencias, a veces bastante divergente, siendo imposible caracterizarlo como un bloque estético monolítico. A pesar del enorme valor otorgado a las obras de arte, los artistas tenían un estatus social más bajo, incluso si se trataban de individuos reconocidos. Los romanos y griegos veían a los artistas y artesanos como trabajadores manuales, aunque al mismo tiempo se reconocía la pericia necesaria para producir arte de calidad, incluso considerándose una ofrenda divina.

### Arquitectura

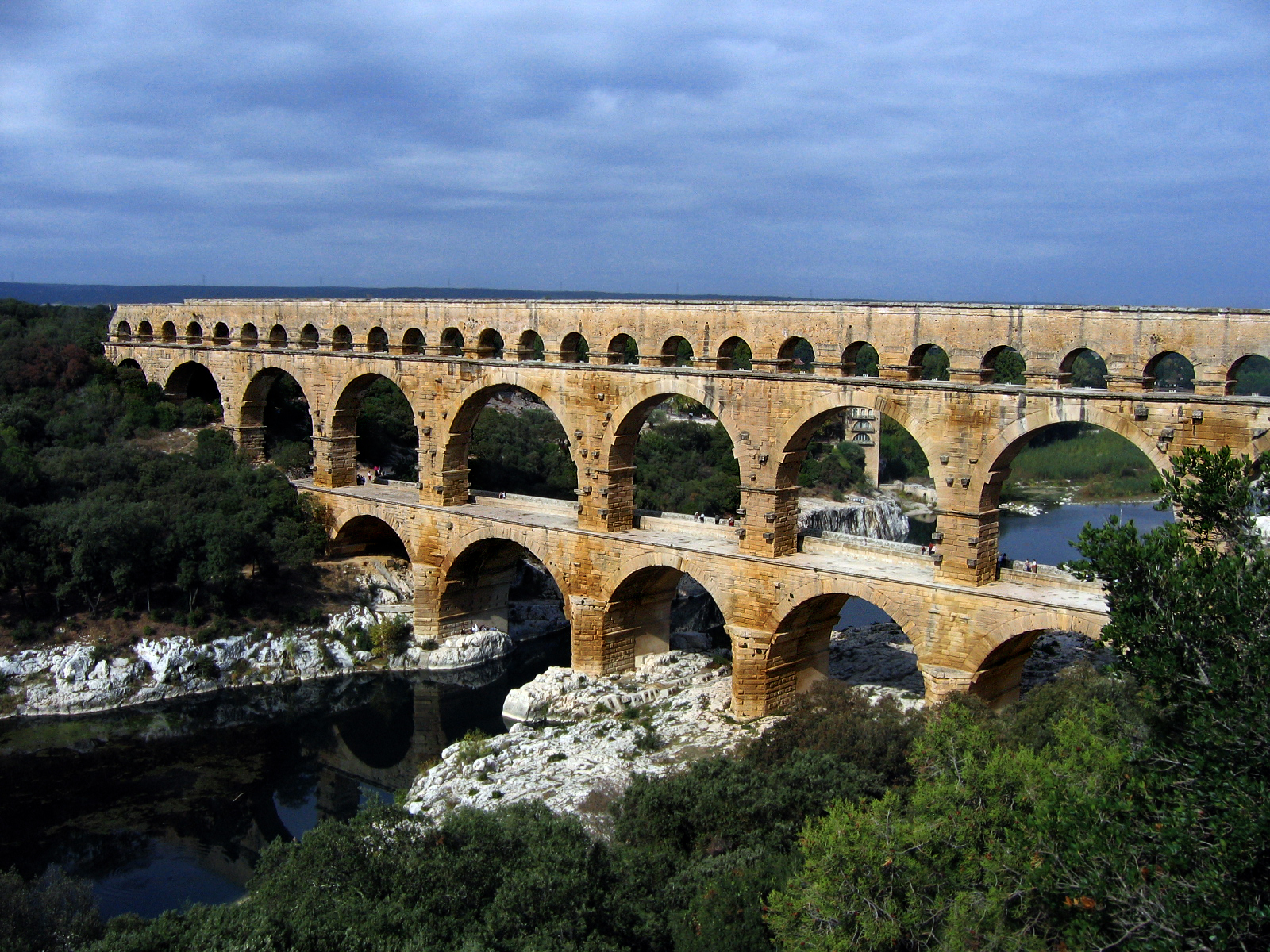
Puente del Gard, un acueducto romano en Francia

Los arcos de medio punto, las bóvedas y las cúpulas son características de la arquitectura romana que la distinguen de la arquitectura griega. La introducción de estos elementos, de una dimensión sin precedentes en la historia, fue posible gracias a la invención del hormigón. Este material, conocido por los romanos como opus caementicium, se hizo a partir de cenizas volcánicas descubiertas en las cercanías del Vesubio, llamadas puzolanas, que se trituraron y se mezclaron con óxido de calcio. El núcleo de hormigón de los edificios generalmente estaba revestido con estuco, ladrillo, piedra o mármol. En algunos casos, se agregaron esculturas doradas para crear un efecto de poder y prosperidad deslumbrante y ostentoso. La calidad constructiva introducida en la arquitectura romana aumentó significativamente su durabilidad. Muchos de los edificios romanos todavía están intactos y en uso, la mayoría de los cuales son edificios convertidos en iglesias durante la era cristiana. Sin embargo, en muchas de las ruinas se ha eliminado el revestimiento de mármol, como es el caso de la Basílica de Constantino.
Las cúpulas eran una presencia común en balnearios, villas, palacios y tumbas. Las salas de audiencias de muchos de los palacios imperiales estaban coronadas por cúpulas y también eran muy comunes en los pabellones de los jardines. Generalmente asumían una forma hemisférica y estaban total o parcialmente ocultas al exterior, estando en muchos casos rematadas por un óculo y, en ocasiones, cubiertas por un techo cónico o poligonal. Con el colapso del Imperio occidental, la construcción abovedada declinó. Sin embargo, este estilo continuó vigente en Oriente a través de la arquitectura bizantina.
Fue durante los gobiernos de Trajano (r. 98-117) y Adriano (r. 117-138) que el imperio alcanzó su máximo apogeo tanto territorial como artístico, habiendo comenzado un inmenso programa para la construcción de monumentos, asambleas, jardines, acueductos, balnearios, palacios, pabellones, sarcófagos y templos. La introducción del arco, la cúpula y el uso de hormigón permitió la construcción de grandes techos abovedados en espacios públicos y complejos como balnearios o basílicas. Entre los ejemplos más notables de cúpulas se encuentran el Panteón de Agripa, las Termas de Diocleciano y las Termas de Caracalla. El Panteón, dedicado a todos los dioses planetarios, es el templo de la Antigüedad mejor conservado del mundo y aún conserva intacta su cúpula. Los últimos grandes programas de construcción en Roma tuvieron lugar durante el reinado de Constantino I (r. 306-337), incluido el Arco de Constantino cerca del Coliseo de Roma.

### Pintura

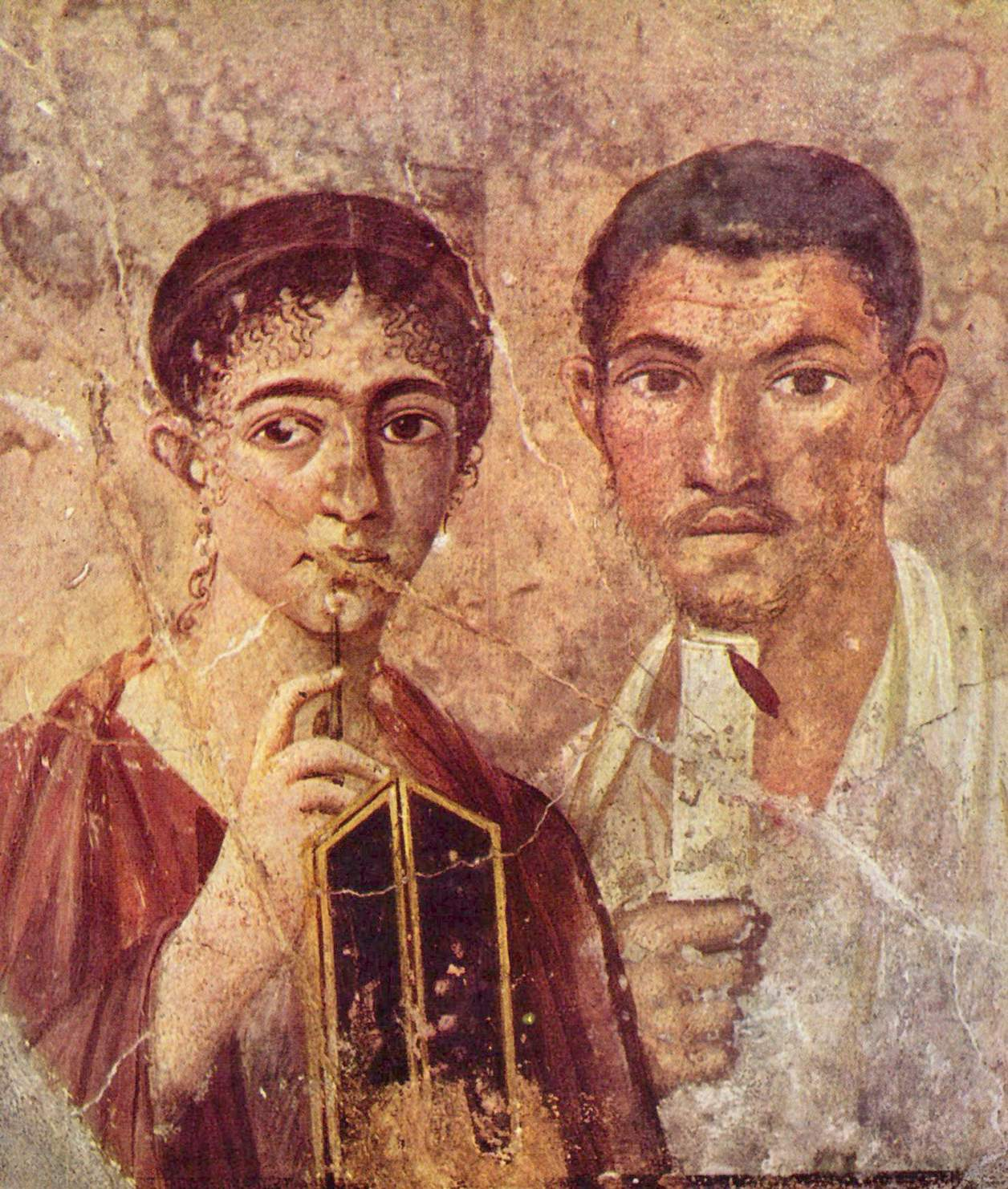
Fresco de Pompeya, c. 20-30. La pintura a menudo demuestra el orgullo que existe en la alfabetización, pues las personas se solían retratar junto a objetos asociados con la lectura y la escritura.

La pintura fue una de las artes más populares del Imperio romano, pero se sabe poco de ella debido a que la gran mayoría de registros se han perdido con el tiempo. Gran parte de lo que se conoce sobre la pintura romana se basa en la decoración interior de residencias privadas, en particular los frescos que se han conservado en Pompeya. Esta ciudad, descubierta en el siglo XVIII, fue sepultada bajo la erupción del Vesubio en 79, lo que permitió conservarla relativamente intacta. A partir de este conjunto de obras —que, aunque rico y variado, es una fracción ínfima de lo producido y abarca un período muy limitado— se estableció una cronología de estilos que se ha aplicado a todo el legado pictórico imperial. Según esta propuesta, la pintura romana evolucionó a partir de ejemplos griegos de decoración mural puramente geométrica, incorporando progresivamente elementos figurativos en escenarios arquitectónicos o paisajísticos, utilizando a menudo modelos griegos o citando obras griegas famosas en reinterpretaciones creativas, llegando a presentar en algunos ejemplos una gran sofisticación y suntuosidad. Además de frisos decorativos y paneles con motivos geométricos y vegetales, la pintura mural representa escenas de la mitología, los paisaje y jardines, la recreación, espectáculos, el trabajo y la vida cotidiana e incluso escenas eróticas. Las aves, los animales y la vida marina a menudo se representan con especial cuidado en relación con los detalles artísticos.
A través de registros literarios y escasos remanentes esparcidos por la extensión del Imperio, se sabe que la pintura mural fue solo una de las modalidades de pintura practicada, con registros de obras realizadas sobre tela, metal, piedra, marfil y otros soportes, utilizando pigmentos variados de origen vegetal y mineral. Los retratos pintados sobre tablas de madera y planchas de metal fueron muy apreciados, especialmente en contextos funerarios, pero también como una glorificación de personajes ilustres, presentados en procesiones que reafirmaban el prestigio de las familias patricias y otras festividades públicas. Los ciudadanos comunes también podían tener sus rostros inmortalizados, ya que la técnica tenía un costo relativamente bajo. Sobrevivió a un buen conjunto de retratos funerarios en encáustica en Egipto, mostrando una técnica exquisita y un gran realismo. Los retratos de Fayún son un indicador de por qué las fuentes literarias antiguas se maravillaban del realismo de las representaciones artísticas. Otro género popular fue el de las pinturas triunfantes, ejecutadas en grandes paneles que representan batallas y mapas de campañas militares, presentadas en las procesiones de los generales victoriosos. También cabe destacar la producción de manuscritos iluminados, de las que se conservan muy pocas copias.
Gran parte de la escultura del retrato habría sido pintada, aunque la pintura rara vez ha sobrevivido a lo largo de los siglos. A partir del siglo II en adelante, con la expansión del cristianismo, surgió un tema completamente nuevo relacionado con esta religión, el arte paleocristiano, al mismo tiempo que se observó una creciente simplificación y geometrización de las formas. Sin embargo, aún quedan algunos refinados ejemplos de pintura tardío-imperial que remiten a la tradición clásica, principalmente en Dura Europos, con temas hebreos, y en Luxor, con temas cristianos.

### Escultura

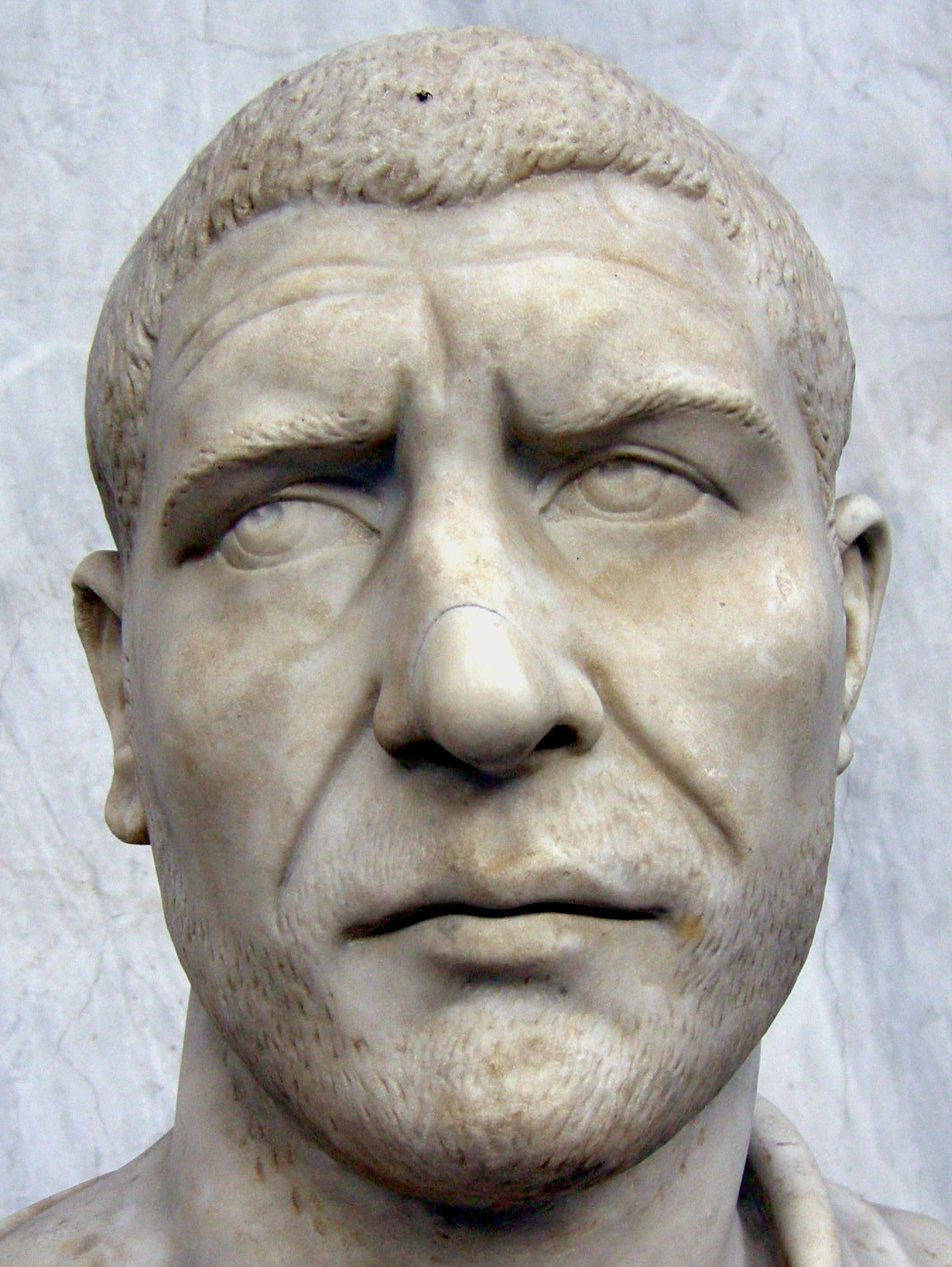
Detalle de un busto de Filipo el Árabe (r. 244-249) en el Museo Chiaramonti.

La escultura fue una de las expresiones artísticas más importantes de los romanos y estuvo presente en todos los aspectos de su vida, desde el doméstico al público, desde el religioso al civil y militar, en grandes y pequeñas dimensiones, en piedra, metal o cerámica, con propósitos decorativos, conmemorativos, celebrativos o educativos. La parte más importante de la escultura imperial es figurativa, pero también se aplica a objetos utilitarios. Era común aplicar una pintura decorativa a la superficie de las esculturas.
La tradición griega siguió siendo un referente central a lo largo de toda la trayectoria del arte escultórico en Roma, pero, al igual que con otras expresiones artísticas, se introdujeron varias innovaciones propias. Esto fue especialmente visible en el retrato, que desde la República había gozado de especial estima, con ejemplos de intensa expresividad y gran realismo, y en la decoración de los grandes monumentos públicos, como los arcos de triunfo, el Ara Pacis y la Columna de Trajano, donde se desarrolló un estilo narrativo que se configuró como típicamente romano.
En todo el Imperio, las influencias orientales provocaron un lento pero creciente alejamiento del canon griego hacia una simplificación formal que sentó las bases de la escultura bizantina, paleocristiana y medieval. Aun así, fueron varias las fases en las que se recuperaron arcaísmos clásicos, como en la época de Augusto, cuando se exaltaban elementos que reforzaban la continuidad con un pasado prestigioso, lo que al mismo tiempo servía para crear una cohesión política y cultural. Con el auge del cristianismo, aparecieron nuevos temas, pero la herencia clásica siguió ofreciendo modelos importantes para la constitución de una iconografía renovada.
Durante el período de Augusto, los retratos utilizaron proporciones clásicas y rasgos jóvenes, evolucionando luego hacia una combinación de realismo e idealismo. Los retratos del período republicano demuestran un intenso realismo, aunque a partir del siglo II a. C. fue adoptando progresivamente el concepto de desnudez heroica, a menudo para el retrato de generales conquistadores. La escultura imperial puede presentar un rostro adulto, a veces envejecido, sobre un cuerpo joven desnudo o semidesnudo de perfecta musculatura. De hecho, era común colocar bustos en un cuerpo creado para otro propósito. Vestido con túnica o uniforme militar, el cuerpo comunica la esfera de actividad, y no las características del retratado. Las mujeres de la familia imperial a menudo se representaban vestidas de manera similar a las diosas o personificaciones divinas, como Pax.
Los sarcófagos de mármol y piedra caliza son característicos del período comprendido entre los siglos II y IV, de los cuales hay al menos 10 000 ejemplares supervivientes. Aunque las escenas mitológicas son aquellas cuyo estudio es más profundo, los relieves en sarcófagos son la fuente más rica de iconografía romana, y pueden representar la ocupación en vida de los muertos y escenas militares, entre otros temas. El hábito de copiar y releer modelos griegos fue esencial para preservar el legado de la escultura griega, cuyos originales se perdieron en su mayoría. Ya durante la Edad Moderna, la producción romana se convertiría en una influencia importante para los movimientos artísticos del Renacimiento, Barroco y Neoclasicismo.

### Artes decorativas

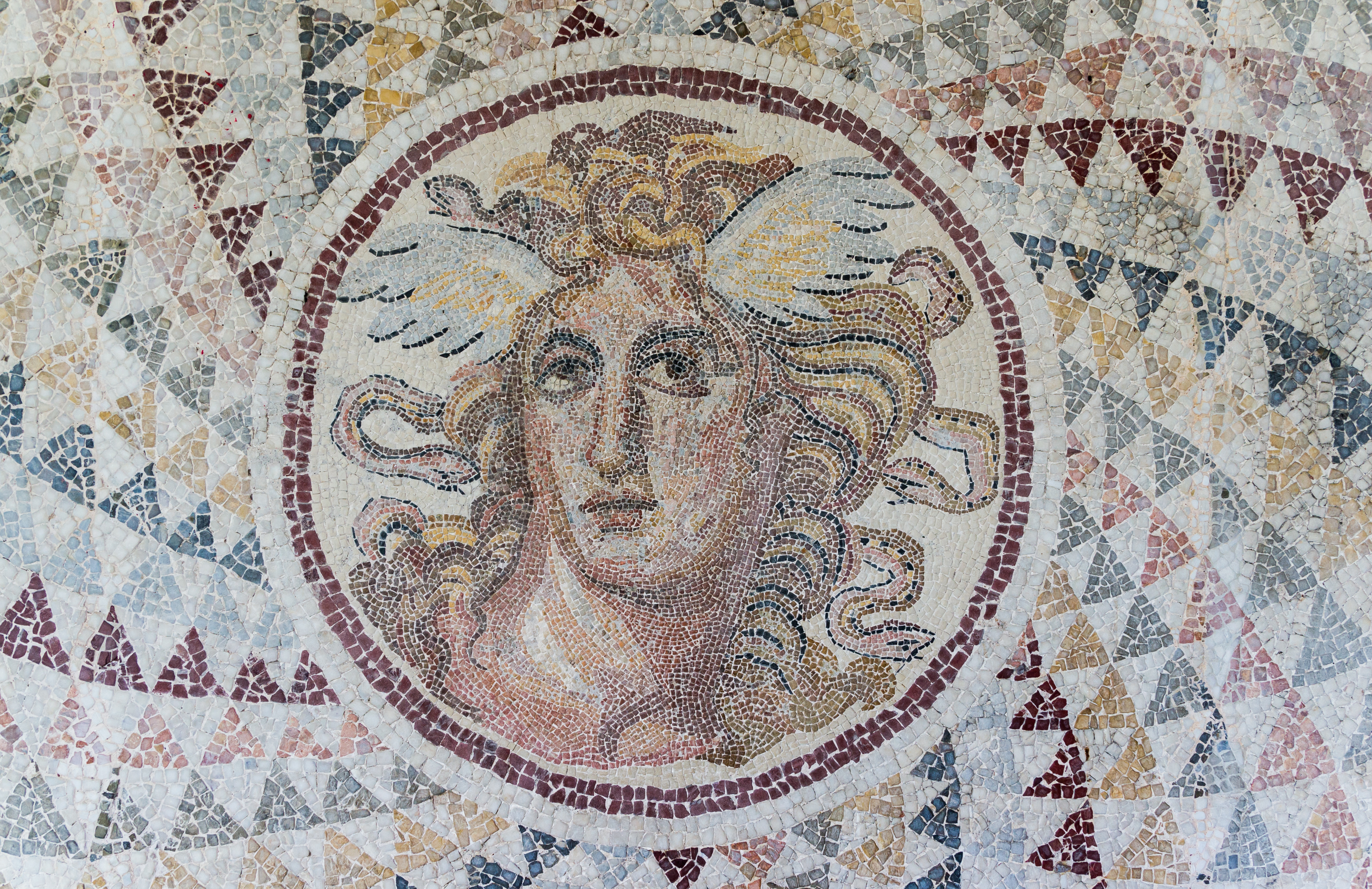
Detalle de suelo de mosaico en opus tessellatum, que representa a Medusa. El Pireo, Grecia,.

Entre los objetos de arte decorativo más comunes, dirigidos a consumidores adinerados, se encuentran piezas de cerámica, recipientes y utensilios de plata y bronce y artefactos de vidrio. La producción de cerámica de diversas calidades y las industrias de la metalurgia y el vidrio desempeñaron un papel económico importante en el comercio y el empleo. Las importaciones estimularon nuevos centros de producción regionales, como el sur de la Galia, que se convirtió en el principal productor de terra sigillata, cerámica de alta calidad y uno de los principales artículos comercializados en Europa durante el siglo primero. Los romanos también dominaron la técnica del soplado de vidrio, que se originó en Siria durante el siglo I a. C.
Los mosaicos son una de las formas más perdurables del arte decorativo romano y se pueden encontrar en las superficies de pisos, paredes, techos y columnas en espacios públicos o privados. Los mosaicos figurativos comparten muchos de los temas con la pintura y, en algunos casos, representan los mismos temas en composiciones casi idénticas. Aunque los patrones geométricos y las escenas mitológicas son motivos recurrentes en todo el imperio, también existen varias expresiones locales. En el norte de África, una fuente de mosaicos particularmente rica, los temas preferidos en las propiedades privadas fueron escenas de la vida cotidiana: caza, agricultura y vida silvestre local. El maestro (pictor) dirigió un taller de mosaicos. La técnica más común era el opus tessellatum, creado a partir de piezas uniformes (tesela) de materiales como piedra y vidrio. Los mosaicos generalmente se producían localmente, aunque a veces se producían y se vendían en paneles prefabricados. El opus sectile era una técnica en la que la piedra lisa, generalmente mármol de colores, se cortaba en formas precisas que formaban patrones geométricos o figurativos. Esta técnica más compleja fue particularmente valiosa y se hizo extremadamente popular durante el siglo IV.

### Artes escénicas

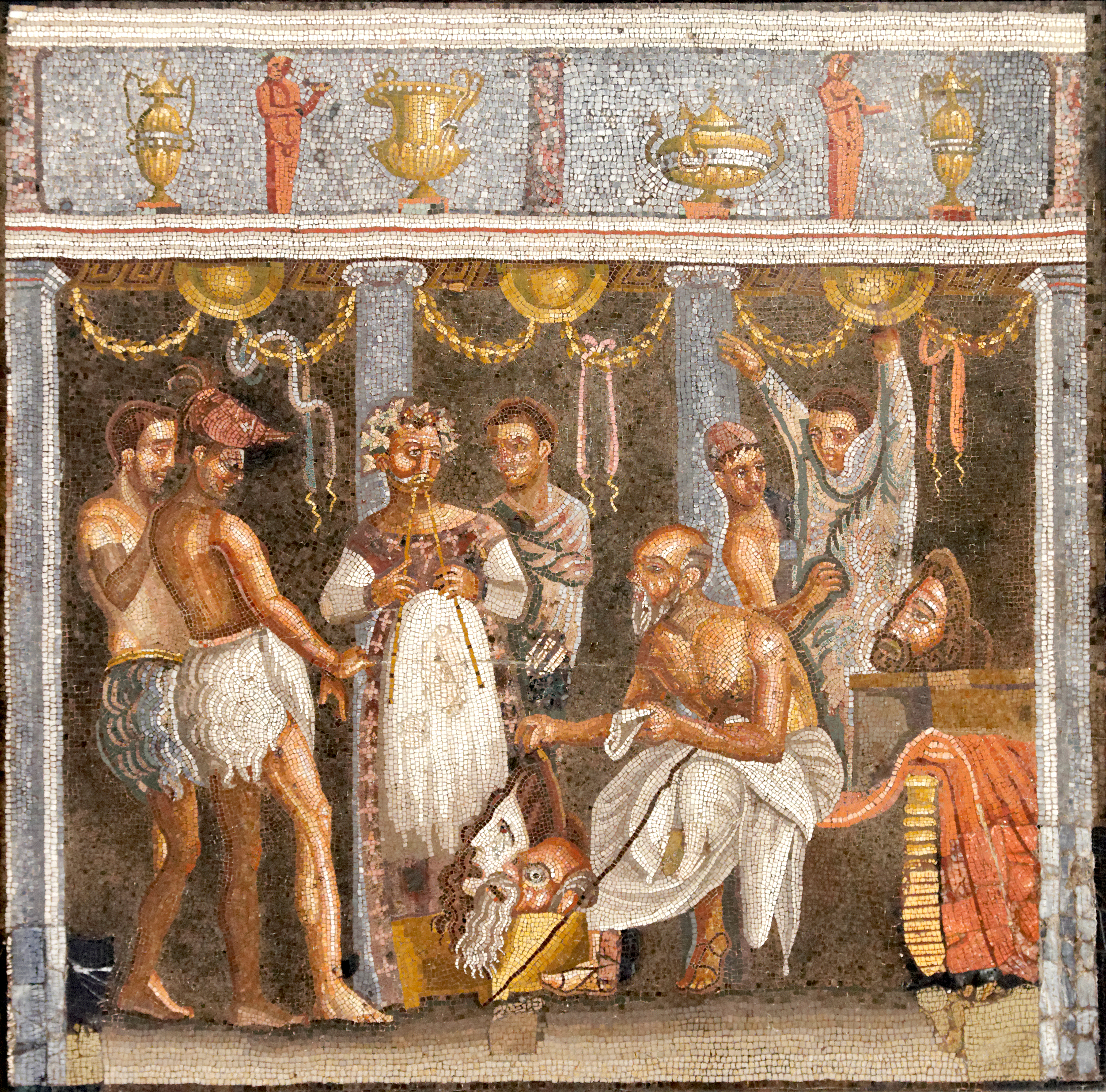
Además de la tradición griega del teatro de máscaras (imagen) exclusivamente masculino, el género más popular en el imperio era el mimo, que mezclaba un guion escrito con improvisación, humor, sátira política, escenas de acción y sexo, acrobacias y malabares.

La música y la danza han sido manifestaciones artísticas populares desde la fundación, probablemente desarrolladas a partir de la imitación de los precursores griegos. Lo poco que se conoce de él se deriva de fuentes bibliográficas e iconográficas. La presencia de música era común en prácticamente todos los eventos sociales y en las ceremonias fúnebres. En los sacrificios se acostumbraba tocar una aulós (tibia), un instrumento de viento cuyo sonido se creía que ahuyentaba las malas influencias. Se creía que la música reflejaba el orden del cosmos, estando asociada con las matemáticas y el conocimiento. Entre los instrumentos musicales más comunes se encontraban la madera, los metales, los instrumentos de percusión y las cuerdas, como la cítara griega. El cornu, un instrumento de viento de metal que se curvaba a lo largo del cuerpo del músico, se usaba en desfiles y señales militares. El órgano hidráulico llamado hydraulis fue una de las hazañas musicales y técnicas más significativas de la Antigüedad, después de los combates de gladiadores, los eventos en los anfiteatros y las representaciones teatrales.
El teatro de máscaras griego, exclusivamente masculino, se mantuvo durante el Imperio romano, llevando a escena las tragedias y comedias de la literatura en latín. Sin embargo, la forma más popular de teatro fue el mimo, un género caracterizado por obras que mezclaban un guion escrito con improvisación y otros elementos como secuencias de acción, sátira, entre otras. También se intercalaron con números de baile, acrobacias, malabares, funambulismo, estriptis e incluso osos bailarines. El mimo se realizó sin máscaras y promovió el realismo estilístico en el escenario. Los roles femeninos fueron interpretados por mujeres, no por hombres disfrazados. Este género estaba relacionado con otro llamado pantomima (pantomimus), una forma primitiva de ballet narrativo, música instrumental y libreto musical, a menudo sobre temas mitológicos que podían ser trágicos o cómicos.
Aunque algunas formas de danza no fueron aceptadas en el imperio y fueron vistas como extranjeras o inhumanas, la danza se incorporó a los rituales religiosos de la Roma arcaica. Las danzas eran una característica de la religión mistérica, en particular el culto a Cibeles practicado por los sacerdotes eunucos y el culto a Isis. En el aspecto secular, los bailarines de Siria y Cádiz fueron extremadamente populares. Como los gladiadores, los animadores eran infames a los ojos de la ley y tenían un estatus poco superior en relación con los esclavos, aunque técnicamente eran libres. Sin embargo, las grandes estrellas podrían disfrutar de una riqueza y un estatus considerables, permitiéndoles relacionarse con las clases altas e incluso con los emperadores, a menudo sexualmente. Los artistas se apoyaron mutuamente mediante la formación de gremios. El teatro y la danza fueron a menudo condenados por grupos cristianos durante el imperio tardío. Aquellos cristianos que integraron la danza o la música en sus prácticas religiosas fueron considerados como paganos por los Padres de la Iglesia.

### Literatura

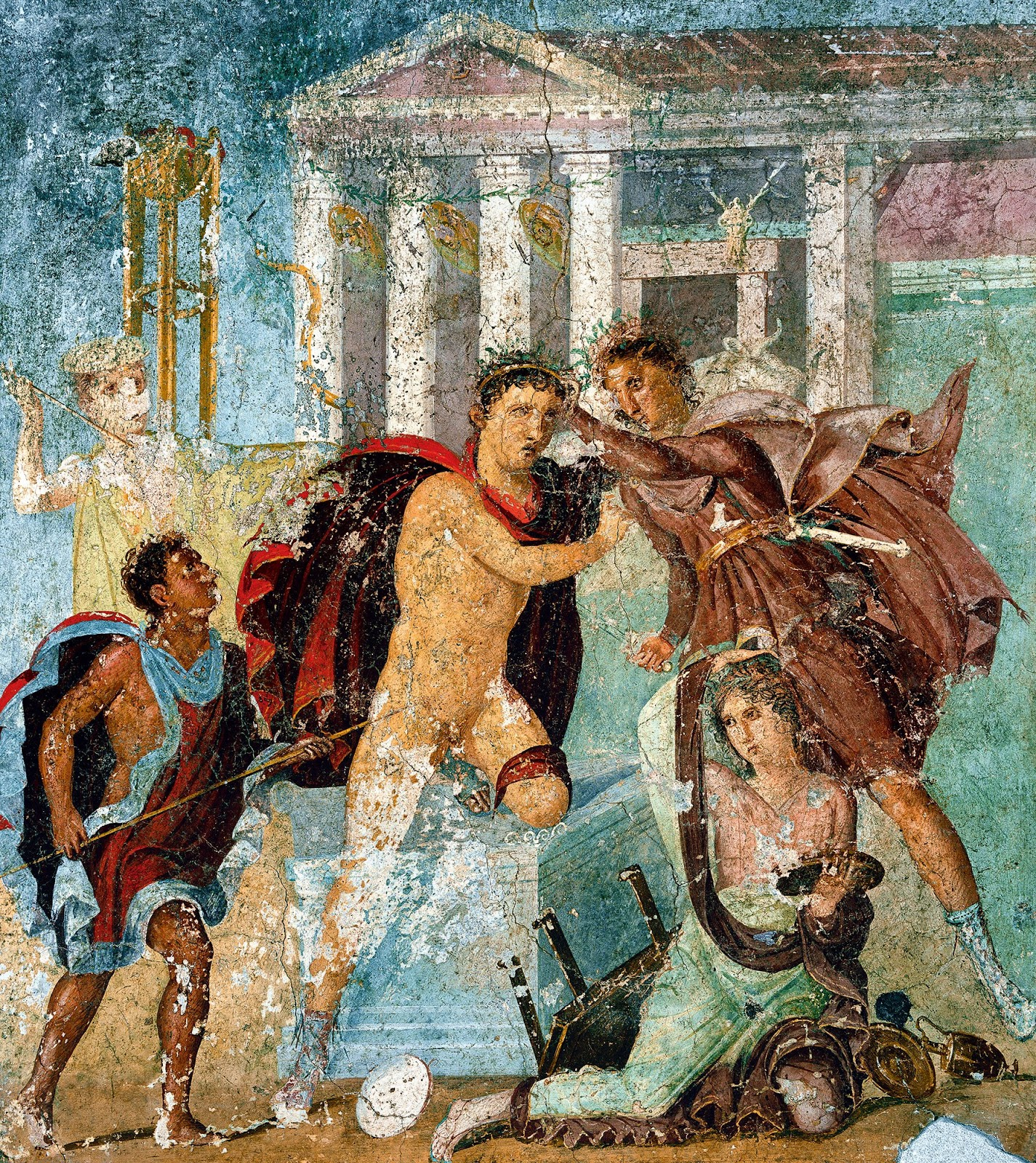
Escena de la tragedia Andrómaca de Eurípides en la Casa de Marco Lucrecio, en Pompeya.

En el canon occidental, la literatura durante el período de Augusto y el final de la República es vista como la edad de oro de la literatura latina, incorporando los ideales clásicos de la unidad del conjunto, la proporción entre las partes y la articulación cuidadosa de la composición. A este periodo pertenecen Virgílio, Horacio y Ovidio, considerados como algunos de los poetas latinos clásicos más influyentes de la historia. Virgilio escribió la Eneida, una epopeya nacional para Roma de la misma manera que las epopeyas de Homero lo fueron para Grecia. Horacio perfeccionó el uso de la métrica griega en la poesía latina. La poesía erótica de Ovidio fue muy popular, aunque víctima del programa moral de Augusto, que lo llevó al exilio. Las Metamorfosis de Ovidio es un poema continuo de quince libros, que abarca temas de la mitología grecorromana y el culto imperial hacia Julio César. Las versiones de Ovidio de los mitos griegos se han convertido en una de las principales fuentes de la mitología clásica. Su influencia fue particularmente influyente en la literatura medieval de los siglos XII y XIII, que fueron se denominados en su conjunto como la «Edad de Ovidio».
El período comprendido entre mediados del siglo I y mediados del siglo II se denomina convencionalmente la «Edad de Plata» de la literatura latina. Durante el gobierno de Nerón, los escritores reaccionaron contra el agustinianismo. Los tres escritores principales de este periodo fueron el filósofo y dramaturgo Séneca, su sobrino Lucano, que transformó la Segunda Guerra Civil en la épica Farsalia; y el novelista Petrónio, autor de El Satiricón. Todos se suicidaron después de perder el favor del emperador. Séneca y Lucano eran de Hispania, al igual que el epigrama Marcial. Por otro lado, la obra del poeta Estacio ejercería una enorme influencia en la literatura del Renacimiento.
Los libros eran caros, ya que cada copia tenía que ser escrita a mano en un rollo de papiro por escribas especializados. La producción de libros comerciales se inició durante el período final de la República. En el siglo I algunos barrios de Roma eran conocidos por sus librerías (tabernae librariae), que también existían en muchas ciudades de las provincias occidentales. La calidad de las ediciones varió significativamente y algunos autores se quejaron de copias llenas de errores, plagio o falsificaciones, ya que no existían los derechos de autor. El códice todavía era una novedad en el siglo I, pero a fines del siglo III ya había reemplazado por el volumen y era el medio más común entre los libros de contenido cristiano. Sin embargo, mientras que el formato del libro enfatizaba la continuidad del texto, el códice fomentaba la lectura parcial y las interpretaciones fragmentadas. Aunque los Padres de la Iglesia fueron educados, consideraban que la literatura clásica era peligrosa e inútil, por lo que a menudo la reinterpretaban mediante metáforas y alegorías. Juliano, el único emperador que rechazó el cristianismo después de Constantino I, prohibió a los cristianos enseñar el plan de estudios clásico con el argumento de que corrompían a los jóvenes.

## Legado

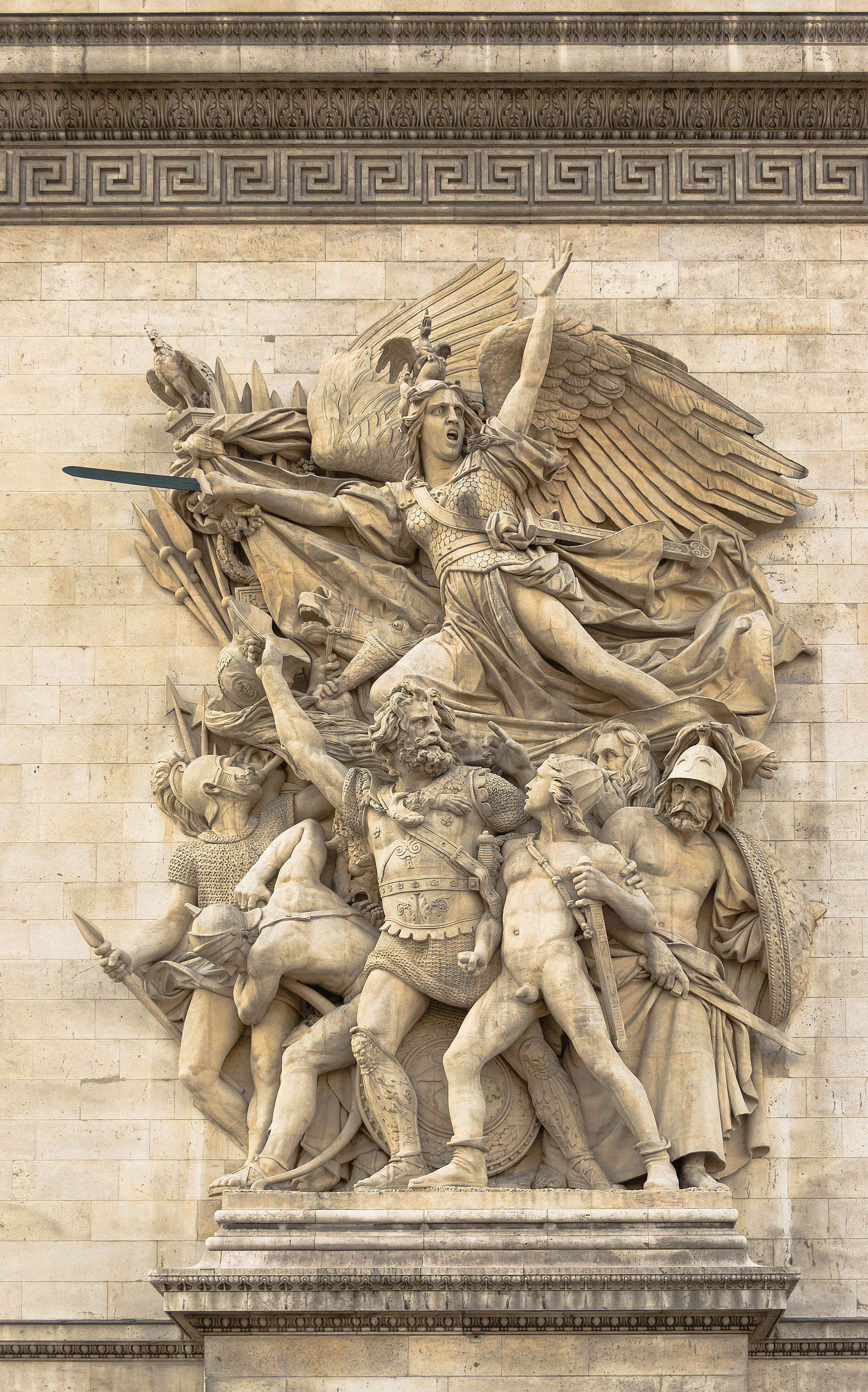
Detalle del Arco de Triunfo de París, encargado por Napoleón Bonaparte a principios del. El arte romano influyó significativamente en el romanticismo, el renacimiento y el neoclasicismo. Las lenguas romances son ahora el grupo lingüístico más grande del mundo y el alfabeto latino es el sistema de escritura más utilizado.

El Imperio romano y sus nociones de autocracia, derecho y ciudadanía dejaron un profundo impacto en la historia de Europa. El sentimiento de compartir una cultura e identidad común, en lugar de un único idioma o literatura, se debió a la propia naturaleza del Imperio.
Tras la caída del Imperio romano de Occidente, varios estados afirmaron ser sus sucesores, un concepto conocido como el translatio imperii («traslado del dominio»). Este fue el caso del Sacro Imperio Romano Germánico, entidad establecida tras la coronación de Carlomagno, rey de los francos, por el papa León III en la Navidad del año 800. Carlomagno fue coronado como «emperador romano» (Imperator Romanorum), aunque dicho evento no fundó un nuevo Estado inmediatamente. El translatio imperii pasó de los francos al pueblo alemán tras la coronación de Otón I en el 962, dando inicio a una serie de «emperadores romanos» que continuaron titulándose como tal hasta el fin del Imperio en 1806, durante las guerras napoleónicas.
En el Este, el legado romano continuó a través del Imperio bizantino. Los griegos bizantinos continuaron denominándose a sí mismos como «romanos» (Romanioi) y a su Estado como el «Imperio romano» (Basileía Rhōmaíōn) hasta la Caída de Constantinopla en 1453, aunque nunca fueron reconocidos en Occidente. Mehmed II el Conquistador hizo de Constantinopla la nueva capital del Imperio turco otomano y se proclamó a sí mismo como «César de Roma» (Kayser-i Rum), asumiendo así el translatio imperii. Paralelamente, el Principado de Moscú, significativamente influenciado por la Iglesia ortodoxa bizantina y la tradición grecorromana, se declaró también heredero del Imperio romano. Iván III el Grande proclamó a su ciudad como la «Tercera Roma» (siendo Constantinopla la segunda), idea que sería posteriormente reforzada con la adopción de los títulos de Autocrátor, Zar (por César) y, desde Pedro el Grande, Imperator y Pater Patriae.
Otro de los principales legados de Roma fue la religión cristiana. La Pax Romana creó una enorme región de estabilidad y unión política que permitió la expansión de la Iglesia católica, que es en esencia una monarquía absoluta basada en el modelo romano. Los papas asumen el título del sumo sacerdote romano, el pontífice máximo (Pontifex Maximus), y se proclaman herederos de César. Los siete siglos de dominación romana en Italia también dejaron un fuerte legado cultural que influyó significantemente en el nacionalismo italiano y el «risorgimento» de 1861, sirviendo también como base fundamental del fascismo italiano durante la época de Benito Mussolini. En el ámbito artístico, el arte romano influyó en la arquitectura renacentista y la arquitectura románica en el sur de Europa, al igual que en los territorios ortodoxos del Este. Muchos de los elementos clásicos romanos formaron las bases estéticas del Renacimiento y el Neoclasicismo.
En las regiones romanizadas del imperio occidental, las lenguas prelatinas se extinguieron progresivamente y el latín se convirtió en la lengua materna de la mayoría de los habitantes. De esta forma el latín se desarrolló en varias ramas que evolucionarían hacia las lenguas romances modernas, como el español, el portugués, el francés, el italiano o el rumano, además de tener una enorme influencia en el idioma inglés. A pesar de su fragmentación, el latín siguió siendo la lengua internacional por excelencia en la enseñanza, la literatura, la diplomacia y la vida intelectual hasta el siglo XVII, estando todavía presente en obras legales y eclesiásticas de la Iglesia romana. Este no fue el caso en el Imperio oriental, donde la mayoría de los hablantes griegos se concentraron en los alrededores de Grecia y las regiones costeras. Varias lenguas afroasiáticas, principalmente copto en Egipto y arameo en Siria y Mesopotamia, nunca lograron ser completamente reemplazadas por el griego.